# Serie B 2014-2015
La Serie B 2014-2015 è stata l'83ª edizione del campionato italiano di calcio di Serie B (la 79ª a girone unico), disputato tra il 29 agosto 2014 e il 22 maggio 2015 e concluso con la vittoria del Carpi, al suo primo titolo.
Capocannonieri del torneo sono stati Andrea Cocco (L.R. Vicenza), Andrea Catellani (Spezia) e Pablo Granoche (Modena) con 19 reti a testa.

## Stagione
Il campionato è iniziato il 29 agosto 2014 con il primo anticipo del torneo, a cui è seguito sabato 30 agosto la prima giornata effettiva. La stagione regolare si è conclusa il 22 maggio 2015, con la 42ª e ultima giornata del campionato. Sono stati disputati 5 turni infrasettimanali: il 23 settembre, il 28 ottobre, il 24 dicembre, il 3 marzo e il 28 aprile.
La regione più rappresentata in questo campionato è stata l'Emilia-Romagna con 3 squadre (Carpi, Bologna e Modena), di cui due appartenenti alla stessa provincia. Sono invece 7 le regioni rappresentate da due club, rispettivamente: Abruzzo (Pescara e Virtus Lanciano), Lombardia (Brescia e Varese), Lazio (Frosinone e Latina), Liguria (Spezia e Virtus Entella), Sicilia (Catania e Trapani), Umbria (Ternana e Perugia) e Veneto (Cittadella e Vicenza). Infine una sola rappresentante ciascuna per Calabria (Crotone), Campania (Avellino), Piemonte (Pro Vercelli), Puglia (Bari) e Toscana (Livorno).

### Antefatti
Il torneo sarebbe dovuto partire in linea eccezionale con 21 squadre, a fronte della mancata iscrizione del fallito Siena. Questa defezione non doveva essere compensata da alcun ripescaggio, nell'intento di riportare gradualmente il numero delle squadre iscritte da 22 a 20. Tuttavia l'11 agosto 2014 l'Alta Corte del CONI ha accolto il ricorso del Novara, retrocesso in Lega Pro nella stagione precedente dopo i play-out, il quale sosteneva che il principio del blocco non fosse lecito poiché stabilito a stagione in corso. In vista della partenza del campionato, spettava quindi alla FIGC la decisione sulla squadra che sarebbe andata a completare l'organico della Serie B, per quanto le formazioni che erano state condannate in tempi recenti per illecito sportivo (tra cui lo stesso club piemontese) non avevano diritto a essere ripescate; per l'inizio della stagione di Serie B (e della Lega Pro) si profilava il caos, con l'eventualità di veder slittare la partenza di entrambi i campionati.
Pochi giorni prima dell'inizio del torneo, la Federcalcio ha stabilito che i criteri di scelta non si sarebbero limitati alla posizione in classifica nell'ultima annata, ma avrebbero incluso altre due discriminanti, la tradizione sportiva e la media spettatori a partire dalla stagione 2008-2009. Dodici squadre hanno presentato domanda per essere riammesse in serie cadetta, benché diverse non avessero concrete speranze di occupare il posto lasciato vacante dai senesi. Prima che venisse designata la squadra prescelta, contro questa disposizione è insorta nuovamente la società del Novara, che ha sporto un secondo ricorso nella speranza di un "reintegro" in Serie B, gravame peraltro respinto dal Collegio di Garanzia due giorni prima dell'inizio del torneo, sul concetto che seppur fosse stato illecito stabilire a stagione in corso il blocco dei ripescaggi, non lo fosse stato lo stabilirne i criteri; contestualmente, è stato dichiarato inammissibile un intervento del Matera, il quale si era classificato primo in Serie D e aspirava a un doppio salto in cadetteria scavalcando la Lega Pro. In testa alla graduatoria stilata dalla FIGC, dietro tre società escluse dal ripescaggio per illecito sportivo (Novara, Lecce e Reggina), si trovava il Pisa: la domanda della società toscana presentava tuttavia un errore di forma, sicché il posto vacante è stato occupato dal Vicenza. Per quanto riguarda il calendario precedentemente sorteggiato, la compagine veneta è andata a occupare gli spazi inizialmente riservati ai turni di riposo.

### Novità
Concluso il rapporto di sponsorizzazione con Eurobet, il campionato assume ufficialmente la denominazione di Serie B, senza legarsi ad un nuovo title sponsor.
Tra le squadre partecipanti, la Virtus Entella di Chiavari è all'esordio assoluto nel torneo cadetto.
La Puma, fornitore unico per quanto riguarda i palloni ufficiali del campionato, porta al debutto "evoPower 2". 
Questo è costituito da 22 pannelli termosaldati la cui superficie ricalca quella di una pallina da golf, caratteristiche che ne aumentano la sfericità riducendo l'assorbimento dell'acqua, oltre a migliorarne l'aerodinamicità influendo positivamente sulla stabilità delle traiettorie e sulla velocità impressa alla palla; la grafica strizza invece l'occhio al passato, reinterpretando in chiave moderna gli storici palloni bianconeri d'un tempo.
Per la prima volta nel calcio italiano, dalla stagione 2014-2015 gli arbitri sono dotati del cosiddetto vanishing spray, una speciale bomboletta di schiuma delebile per segnalare, in occasione di calci piazzati, la distanza delle barriere e la posizione del pallone sul terreno di gioco; questa innovazione viene adottata, oltreché dalla Serie B, anche dai campionati di Serie A e Lega Pro. L'anticipo della prima giornata del torneo cadetto, Perugia-Bologna del 29 agosto 2014, giocato sul campo del "Renato Curi", è stata la partita che ha visto l'esordio assoluto di questa novità nei campionati professionistici nazionali.

### Calciomercato

#### Sessione estiva (dal 1º luglio al 1º settembre)
Le tre squadre retrocesse dalla massima serie, Bologna, Catania e Livorno, pensano a rinforzare l'attacco ingaggiando rispettivamente Cacia gli emiliani, Calaiò e Rosina gli etnei, e Gǎlǎbinov e Cutolo i toscani. Le formazioni eliminate ai play-off nel precedente torneo, Bari, Latina e Modena, scommettono invece su promesse come la punta De Luca i pugliesi, la mezzala offensiva Sbaffo e l'attaccante Petagna i laziali, e il centrocampista Schiavone e la punta Ferrari gli emiliani. Tra le neopromosse, il Perugia piazza uno dei "colpi" della stagione con l'innesto in mezzo al campo di Taddei, oltre a Giacomazzi in difesa, mentre la debuttante Virtus Entella accoglie Pelizzoli tra i pali e il giovane Battocchio a centrocampo; il Frosinone rimpolpa poi il reparto avanzato con Dionisi, e la Pro Vercelli fa posto al centrocampista Castiglia. Il Varese, rimasto tra i cadetti dopo i vittoriosi play-out, dà fiducia al terzino Tamás.
Il Crotone si rinforza a centrocampo col giovane Minotti, così come lo Spezia rinnova il prestito del coetaneo trequartista Čulina e si affida in avanti ad Ardemagni, mentre la Virtus Lanciano accoglie l'acerbo Monachello nel suo parco attaccanti. Linea verde anche per l'Avellino, che affida la porta a Gomis e l'attacco a Comi, e per il Carpi, dove arriva il portiere Gabriel e la punta De Silvestro. Il Brescia fa suoi il difensore Boccaccini e il centrocampista Bentivoglio. A Trapani giunge un altro giovane come Aramu, mentre il Pescara si affida in avanti a Mathias Pogba (fratello maggiore di Paul) e a Pasquato. Il Cittadella mette sotto contratto l'estremo difensore Valentini, oltre a vedere il ritorno di Sgrigna in attacco. La Ternana punta sul centrocampista Eramo e sulla voglia di rivalsa del fantasista Božinov, il ripescato Vicenza innesta Ragusa e Cocco nel suo reparto offensivo.

#### Sessione invernale (dal 5 gennaio al 2 febbraio)
Il Bologna è molto attivo e acquista gli attaccanti Sansone dalla Sampdoria e Mancosu del Trapani, il difensore Gastaldello e il centrocampista Krstičić sempre dai blucerchiati, inoltre prende il centrocampista Lora dal Cittadella. Il Catania acquista il portiere Gillet dal Torino e l’attaccante Maniero dal Pescara. Il Bari ingaggia l’attaccante Ebagua dallo Spezia e il difensore Rinaudo dalla Virtus Entella. Gli spezzini prendono la punta Nenè dal Verona. Scambio di attaccanti tra Entella e Latina: ai liguri va Sforzini,ai laziali Litteri, inoltre, lo stesso Entella cede al Pescara Sansovini, che torna così in Abruzzo dopo 2 anni e mezzo, in cambio di Cutolo. Il Trapani sostituisce Mancosu con Curiale dal Frosinone e i ciociari ingaggiano il centrocampista Santana dal Genoa e l’attaccante Lupoli dal Varese. Il Vicenza mette sotto contratto il difensore Manfredini, ex Sassuolo. Il Modena prende la punta Fedato dalla Sampdoria e cede la punta Stanco al Cittadella. Il Carpi, rescisso il contratto con Concas, ingaggia il centrocampista Molina dall’Atalanta. Il Perugia prende il difensore Mantovani, svincolato dal Palermo e la punta Ardemagni, tramite i bergamaschi nerazzurri. Il Crotone si riprende Matute dalla Pro Vercelli. Infine il Livorno prende il centrocampista Strasser in prestito dal Genoa.

### Avvenimenti
In avvio di torneo è il neopromosso Perugia di Camplone, tornato in cadetteria dopo nove anni nelle serie minori, a distinguersi conquistando la testa solitaria alla seconda giornata. Sottotono risultano invece le partenze di due squadre appena retrocesse dalla Serie A, il Bologna e, soprattutto, il Catania, con quest'ultimo che dopo tre turni vede il primo avvicendamento tecnico del campionato, tra Pellegrino e Sannino. Dal dodicesimo turno passa in testa il Carpi che, grazie ad un filotto di 13 risultati utili consecutivi, arriva al giro di boa con ben 9 punti di vantaggio su Frosinone e Bologna. Nel girone di ritorno è sempre il Carpi a mantenere il primo posto e il 28 aprile 2015 viene promosso per la sua prima volta in Serie A e vince la Coppa Ali della Vittoria. La lotta per il secondo posto è spettacolare perché conteso da Bologna, Vicenza e Frosinone. Alla fine sono i ciociari a spuntarla, ottenendo pure loro la prima promozione in Serie A. Tramite i play-off è il Bologna ad essere promosso in Serie A (dopo aver vinto la finale play-off contro il Pescara). In coda subito tagliate fuori le lombarde Brescia e Varese, colpite da una forte penalizzazione in classifica (le Rondinelle non scendevano nella terza serie da ben 30 anni) alle quali si aggiungono il Cittadella (all'ultima giornata del campionato) e la Virtus Entella (dopo i playout contro il Modena). Le retrocessioni di Brescia e Virtus Entella sono state successivamente annullate in estate a causa della mancata iscrizione del Parma, neoretrocesso dalla Serie A e poi dichiarato fallito, e dalla retrocessione del Catania in Lega Pro per illecito sportivo.

## Squadre partecipanti
| Club            | Stagione | Città           | Stadio                                             | Stagione precedente                                                         |
| --------------- | -------- | --------------- | -------------------------------------------------- | --------------------------------------------------------------------------- |
| Avellino        | dettagli | Avellino        | Stadio Partenio-Adriano Lombardi                   | 11º posto in Serie B                                                        |
| Bari            | dettagli | Bari            | Stadio San Nicola                                  | 7º posto in Serie B                                                         |
| Bologna         | dettagli | Bologna         | Stadio Renato Dall'Ara                             | 19º posto in Serie A, retrocesso                                            |
| Brescia         | dettagli | Brescia         | Stadio Mario Rigamonti                             | 13º posto in Serie B                                                        |
| Carpi           | dettagli | Carpi (MO)      | Stadio Sandro Cabassi                              | 12º posto in Serie B                                                        |
| Catania         | dettagli | Catania         | Stadio Angelo Massimino                            | 18º posto in Serie A, retrocesso                                            |
| Cittadella      | dettagli | Cittadella (PD) | Stadio Piercesare Tombolato                        | 17º posto in Serie B                                                        |
| Crotone         | dettagli | Crotone         | Stadio Ezio Scida                                  | 6º posto in Serie B                                                         |
| Frosinone       | dettagli | Frosinone       | Stadio Comunale Matusa                             | 2º posto nel girone B di Lega Pro Prima Divisione, promosso dopo i play-off |
| Latina          | dettagli | Latina          | Stadio Domenico Francioni                          | 3º posto in Serie B                                                         |
| Livorno         | dettagli | Livorno         | Stadio Armando Picchi                              | 20º posto in Serie A, retrocesso                                            |
| Modena          | dettagli | Modena          | Stadio Alberto Braglia                             | 5º posto in Serie B                                                         |
| Perugia         | dettagli | Perugia         | Stadio Renato Curi                                 | 1º posto nel girone B di Lega Pro Prima Divisione, promosso                 |
| Pescara         | dettagli | Pescara         | Stadio Adriatico-Giovanni Cornacchia               | 15º posto in Serie B                                                        |
| Pro Vercelli    | dettagli | Vercelli        | Stadio Silvio Piola                                | 2º posto nel girone A di Lega Pro Prima Divisione, promosso dopo i play-off |
| Spezia          | dettagli | La Spezia       | Stadio Alberto Picco                               | 8º posto in Serie B                                                         |
| Ternana         | dettagli | Terni           | Stadio Libero Liberati                             | 16º posto in Serie B                                                        |
| Trapani         | dettagli | Trapani         | Stadio Polisportivo Provinciale (Erice-Casa Santa) | 14º posto in Serie B                                                        |
| Varese          | dettagli | Varese          | Stadio Franco Ossola                               | 18º posto in Serie B                                                        |
| Vicenza         | dettagli | Vicenza         | Stadio Romeo Menti                                 | 5º posto nel girone A di Lega Pro Prima Divisione, ripescata                |
| Virtus Entella  | dettagli | Chiavari (GE)   | Stadio Comunale                                    | 1º posto nel girone A di Lega Pro Prima Divisione promosso                  |
| Virtus Lanciano | dettagli | Lanciano (CH)   | Stadio Guido Biondi                                | 10º posto in Serie B                                                        |

## Allenatori e primatisti
| Squadra         | Allenatore                                                                                                   | Calciatore più presente                 | Cannoniere                                          |
| --------------- | --- | --------------------------------------- | --------------------------------------------------- |
| Avellino        | Massimo Rastelli                                                                                             | Luigi Castaldo (39)                     | Luigi Castaldo (16)                                 |
| Bari            | Devis Mangia (1ª-14ª) Davide Nicola (15ª-42ª)                                                                | Francesco Caputo, Giuseppe De Luca (38) | Francesco Caputo (10)                               |
| Bologna         | Diego Luis López (1ª-39ª) Delio Rossi (40ª-42ª e play-off)                                                   | Karim Laribi, Daniele Cacia (38)        | Daniele Cacia (11)                                  |
| Brescia         | Ivo Iaconi (1ª-18ª) Ivan Javorčić (19ª-22ª) Salvatore Giunta (23ª-26ª) Alessandro Calori (27ª-42ª)           | Luigi Scaglia (41)                      | Andrea Caracciolo (14)                              |
| Carpi           | Fabrizio Castori                                                                                             | Gabriel (39)                            | Jerry Mbakogu (15)                                  |
| Catania         | Maurizio Pellegrino (1ª-3ª) Giuseppe Sannino (4ª-18ª) Maurizio Pellegrino (19ª-21ª) Dario Marcolin (22ª-42ª) | Luca Ceccarelli (39)                    | Emanuele Calaiò (18)                                |
| Cittadella      | Claudio Foscarini                                                                                            | Daniel Cappelletti (40)                 | Claudio Coralli (10)                                |
| Crotone         | Massimo Drago                                                                                                | Raffaele Maiello (38)                   | Camillo Ciano (17)                                  |
| Frosinone       | Roberto Stellone                                                                                             | Daniel Ciofani (41)                     | Federico Dionisi (14)                               |
| Latina          | Mario Beretta (1ª-7ª) Roberto Breda (8ª-21ª) Mark Iuliano (22ª-42ª)                                          | Marco Crimi (39)                        | Federico Viviani (8)                                |
| Livorno         | Carmine Gautieri (1ª-21ª) Ezio Gelain (22ª-31ª) Christian Panucci (32ª-42ª)                                  | Luca Mazzoni (41)                       | Daniele Vantaggiato (15)                            |
| Modena          | Walter Novellino (1ª-28ª) Mauro Melotti e Simone Pavan (29ª-42ª e play-out)                                  | Pablo Granoche (41)                     | Pablo Granoche (19)                                 |
| Perugia         | Andrea Camplone                                                                                              | Alessandro Crescenzi (39)               | Diego Falcinelli (14)                               |
| Pescara         | Marco Baroni (1ª-41ª) Massimo Oddo (42ª e play-off)                                                          | Matteo Politano (41)                    | Federico Melchiorri (14)                            |
| Pro Vercelli    | Cristiano Scazzola                                                                                           | Danilo Russo (42)                       | Ettore Marchi (17)                                  |
| Spezia          | Nenad Bjelica                                                                                                | Leandro Chichizola (42)                 | Andrea Catellani (19)                               |
| Ternana         | Attilio Tesser                                                                                               | Fabio Ceravolo (42)                     | Felipe Avenatti, Fabio Ceravolo (10)                |
| Trapani         | Roberto Boscaglia (1ª-30ª) Serse Cosmi (31ª-42ª)                                                             | Simone Rizzato (35)                     | Matteo Mancosu (10)                                 |
| Varese          | Stefano Bettinelli (1ª-28ª) Davide Dionigi (28ª-29ª) Stefano Bettinelli (30ª-42ª)                            | Riccardo Fiamozzi (40)                  | Neto Pereira (8)                                    |
| Vicenza         | Giovanni Lopez (1ª-11ª) Pasquale Marino (12ª-42ª e play-off)                                                 | Lorenzo Laverone (41)                   | Andrea Cocco (19)                                   |
| Virtus Entella  | Luca Prina (1ª-35ª) Alfredo Aglietti (36ª-42ª e play-out)                                                    | Simone Iacoponi (40)                    | Ferdinando Sforzini (6)                             |
| Virtus Lanciano | Roberto D'Aversa                                                                                             | Magnus Troest (41)                      | Mame Thiam, Antonio Piccolo, Gaetano Monachello (8) |

## Classifica finale
|  | Pos. | Squadra         | Pt | G  | V  | N  | P  | GF | GS | DR  |
|  | ---- | --------------- | -- | -- | -- | -- | -- | -- | -- | --- |
|  | 1.   | Carpi           | 80 | 42 | 22 | 14 | 6  | 59 | 28 | +31 |
|  | 2.   | Frosinone       | 71 | 42 | 20 | 11 | 11 | 62 | 49 | +13 |
|  | 3.   | Vicenza         | 68 | 42 | 18 | 14 | 10 | 44 | 37 | +7  |
|  | 4.   | Bologna         | 68 | 42 | 17 | 17 | 8  | 49 | 35 | +14 |
|  | 5.   | Spezia          | 67 | 42 | 18 | 13 | 11 | 59 | 40 | +19 |
|  | 6.   | Perugia         | 66 | 42 | 16 | 18 | 8  | 49 | 40 | +9  |
|  | 7.   | Pescara         | 61 | 42 | 16 | 13 | 13 | 69 | 55 | +14 |
|  | 8.   | Avellino        | 59 | 42 | 15 | 14 | 13 | 42 | 42 | 0   |
|  | 9.   | Livorno         | 59 | 42 | 15 | 14 | 13 | 57 | 50 | +7  |
|  | 10.  | Bari            | 54 | 42 | 14 | 12 | 16 | 43 | 49 | -6  |
|  | 11.  | Trapani         | 53 | 42 | 13 | 14 | 15 | 56 | 67 | -11 |
|  | 12.  | Ternana         | 51 | 42 | 13 | 12 | 17 | 36 | 47 | -11 |
|  | 13.  | Latina          | 50 | 42 | 11 | 17 | 14 | 38 | 41 | -3  |
|  | 14.  | Virtus Lanciano | 50 | 42 | 10 | 20 | 12 | 49 | 48 | +1  |
|  | 15.  | Pro Vercelli    | 49 | 42 | 12 | 13 | 17 | 46 | 57 | -11 |
|  | 16.  | Crotone         | 48 | 42 | 12 | 12 | 18 | 42 | 52 | -10 |
|  | 17.  | Modena          | 47 | 42 | 10 | 17 | 15 | 37 | 39 | -2  |
|  | 18.  | Virtus Entella  | 47 | 42 | 10 | 17 | 15 | 37 | 52 | -15 |
|  | 19.  | Cittadella      | 44 | 42 | 9  | 17 | 16 | 47 | 56 | -9  |
|  | 20.  | Brescia (-6)    | 42 | 42 | 12 | 12 | 18 | 54 | 63 | -9  |
|  | 21.  | Varese (-4)     | 35 | 42 | 9  | 12 | 21 | 40 | 67 | -27 |
|  | 22.  | Catania         | 49 | 42 | 12 | 13 | 17 | 59 | 60 | -1  |

Legenda:
      Promossa in Serie A 2015-2016.
 Qualificata ai play-off o ai play-out.
      Retrocessa in Lega Pro 2015-2016.
Regolamento:
Tre punti a vittoria, uno a pareggio, zero a sconfitta.
In caso di arrivo di due o più squadre a pari punti, la graduatoria verrà stilata secondo la classifica avulsa tra le squadre interessate che prevede, in ordine, i seguenti criteri::
- Punti negli scontri diretti.
- Differenza reti negli scontri diretti.
- Differenza reti generale.
- Reti realizzate in generale.
- Sorteggio.

Note:
Il Brescia ha scontato 6 punti di penalizzazione.
Il Varese ha scontato 4 punti di penalizzazione.
Il Catania viene declassato all'ultimo posto e conseguentemente retrocesso in Lega Pro 2015-2016 per il coinvolgimento nello scandalo italiano del calcioscommesse del 2015.
Il Brescia è stato poi ripescato in Serie B 2015-2016 a completamento dell'organico dopo il fallimento del Parma discendente dalla massima serie.

### Squadra campione
| Formazione tipo | Giocatori (presenze)         |
| --- | ---------------------------- |
| Gabriel Struna Romagnoli Gagliolo Letizia Lollo Porcari Bianco Di Gaudio Mbakogu Pasciuti | Gabriel (39)                 |
| Gabriel Struna Romagnoli Gagliolo Letizia Lollo Porcari Bianco Di Gaudio Mbakogu Pasciuti | Aljaž Struna (34)            |
| Gabriel Struna Romagnoli Gagliolo Letizia Lollo Porcari Bianco Di Gaudio Mbakogu Pasciuti | Simone Romagnoli (32)        |
| Gabriel Struna Romagnoli Gagliolo Letizia Lollo Porcari Bianco Di Gaudio Mbakogu Pasciuti | Riccardo Gagliolo (34)       |
| Gabriel Struna Romagnoli Gagliolo Letizia Lollo Porcari Bianco Di Gaudio Mbakogu Pasciuti | Gaetano Letizia (36)         |
| Gabriel Struna Romagnoli Gagliolo Letizia Lollo Porcari Bianco Di Gaudio Mbakogu Pasciuti | Lorenzo Lollo (35)           |
| Gabriel Struna Romagnoli Gagliolo Letizia Lollo Porcari Bianco Di Gaudio Mbakogu Pasciuti | Filippo Porcari (38)         |
| Gabriel Struna Romagnoli Gagliolo Letizia Lollo Porcari Bianco Di Gaudio Mbakogu Pasciuti | Raffaele Bianco (36)         |
| Gabriel Struna Romagnoli Gagliolo Letizia Lollo Porcari Bianco Di Gaudio Mbakogu Pasciuti | Antonio Di Gaudio (36)       |
| Gabriel Struna Romagnoli Gagliolo Letizia Lollo Porcari Bianco Di Gaudio Mbakogu Pasciuti | Jerry Mbakogu (30)           |
| Gabriel Struna Romagnoli Gagliolo Letizia Lollo Porcari Bianco Di Gaudio Mbakogu Pasciuti | Lorenzo Pasciuti (34)        |
| Gabriel Struna Romagnoli Gagliolo Letizia Lollo Porcari Bianco Di Gaudio Mbakogu Pasciuti | Allenatore: Fabrizio Castori |
| Altri giocatori: Fabrizio Poli (30), Kevin Lasagna (30), Roberto Inglese (26), Alessio Sabbione (25), Emanuele Suagher (20), Malick Mbaye (16), Fabio Concas (13), Massimiliano Gatto (11), Salvatore Molina (11), Carlos Embalo (3), Marco Modolo (3), Nicola Pasini (3), Mario Pugliese (2), Alberto Torelli (2), Elio De Silvestro (1), Renato Dossena (1), Ivan Kelava (1), Simon Laner (1), Roberto Maurantonio (1), Valerio Nava (1), Federico Palmieri (1), Daniele Sarzi Puttini (1). |                              |

## Risultati

### Tabellone
Leggendo per riga si avranno i risultati casalinghi della squadra indicata in prima colonna, mentre leggendo per colonna si avranno i risultati in trasferta della squadra in prima riga.
|                 | Ave  | Bar  | Bol  | Bre  | Car  | Cat  | Cit  | Cro  | Fro  | Lat  | Liv  | Mod  | Per  | Pes  | PVe  | Spe  | Ter  | Tra  | Var  | Vic  | VEn  | VLa  |
| --------------- | ---- | ---- | ---- | ---- | ---- | ---- | ---- | ---- | ---- | ---- | ---- | ---- | ---- | ---- | ---- | ---- | ---- | ---- | ---- | ---- | ---- | ---- |
| Avellino        | –––– | 2-0  | 1-0  | 2-0  | 1-0  | 1-0  | 1-2  | 1-2  | 3-0  | 1-0  | 2-1  | 1-0  | 1-2  | 3-2  | 1-0  | 0-0  | 1-1  | 1-1  | 0-0  | 0-1  | 1-1  | 1-1  |
| Bari            | 4-2  | –––– | 1-1  | 3-2  | 0-1  | 1-1  | 1-0  | 1-1  | 4-0  | 1-0  | 2-0  | 1-1  | 0-2  | 1-1  | 1-0  | 0-3  | 0-1  | 2-1  | 3-0  | 0-1  | 0-0  | 2-0  |
| Bologna         | 1-1  | 2-0  | –––– | 1-2  | 0-0  | 2-0  | 1-0  | 0-2  | 2-2  | 0-0  | 2-0  | 0-0  | 2-1  | 0-0  | 3-0  | 0-0  | 0-0  | 2-1  | 3-0  | 0-2  | 1-1  | 1-0  |
| Brescia         | 3-2  | 2-1  | 1-1  | –––– | 3-3  | 4-2  | 0-0  | 2-1  | 3-1  | 1-2  | 0-1  | 0-1  | 1-2  | 1-3  | 2-1  | 0-1  | 0-0  | 1-1  | 1-1  | 3-0  | 3-0  | 1-1  |
| Carpi           | 2-0  | 0-0  | 3-0  | 3-0  | –––– | 0-0  | 5-2  | 2-1  | 0-0  | 2-1  | 1-2  | 1-0  | 4-0  | 1-2  | 1-0  | 0-0  | 3-1  | 2-2  | 4-2  | 1-0  | 0-0  | 0-0  |
| Catania         | 1-0  | 2-3  | 2-2  | 2-2  | 0-2  | –––– | 2-3  | 1-1  | 1-2  | 1-0  | 1-1  | 0-0  | 2-0  | 2-1  | 4-0  | 2-2  | 2-0  | 4-1  | 2-1  | 3-1  | 5-1  | 3-3  |
| Cittadella      | 3-1  | 0-1  | 0-1  | 1-1  | 0-1  | 3-2  | –––– | 0-0  | 1-1  | 1-1  | 1-1  | 1-1  | 0-2  | 3-2  | 1-2  | 1-3  | 0-0  | 1-0  | 3-0  | 0-1  | 0-1  | 2-3  |
| Crotone         | 2-0  | 3-0  | 0-2  | 2-1  | 1-1  | 1-1  | 2-2  | –––– | 2-0  | 2-1  | 1-0  | 1-4  | 2-1  | 1-4  | 0-1  | 2-0  | 0-2  | 1-0  | 1-0  | 0-0  | 0-0  | 1-1  |
| Frosinone       | 0-0  | 1-1  | 2-1  | 1-0  | 1-0  | 1-0  | 1-1  | 3-1  | –––– | 1-0  | 5-1  | 2-0  | 2-1  | 2-1  | 3-2  | 1-1  | 0-1  | 4-1  | 1-1  | 1-0  | 3-3  | 2-1  |
| Latina          | 1-2  | 2-0  | 1-2  | 1-1  | 0-1  | 1-2  | 3-2  | 1-0  | 1-4  | –––– | 3-2  | 1-1  | 0-0  | 2-0  | 1-1  | 1-2  | 1-1  | 1-0  | 1-0  | 0-0  | 1-1  | 1-0  |
| Livorno         | 0-1  | 5-2  | 3-2  | 4-2  | 1-1  | 4-2  | 0-1  | 1-0  | 0-0  | 1-1  | –––– | 1-1  | 0-0  | 1-2  | 3-1  | 0-1  | 3-1  | 6-0  | 1-0  | 1-1  | 2-1  | 1-0  |
| Modena          | 1-2  | 0-1  | 0-0  | 1-1  | 1-2  | 0-0  | 1-1  | 3-0  | 1-0  | 0-0  | 0-0  | –––– | 0-0  | 2-0  | 1-0  | 2-0  | 1-2  | 2-1  | 1-1  | 1-2  | 2-0  | 1-1  |
| Perugia         | 0-0  | 1-1  | 2-1  | 1-0  | 2-0  | 1-0  | 3-1  | 0-0  | 0-1  | 0-0  | 1-1  | 2-0  | –––– | 2-2  | 3-2  | 2-1  | 2-2  | 1-0  | 2-0  | 2-2  | 2-1  | 0-0  |
| Pescara         | 0-0  | 0-0  | 2-3  | 2-3  | 0-5  | 1-0  | 1-1  | 2-1  | 3-0  | 1-1  | 3-0  | 1-0  | 2-2  | –––– | 1-0  | 1-2  | 1-2  | 0-0  | 2-0  | 2-2  | 4-0  | 1-1  |
| Pro Vercelli    | 1-1  | 3-0  | 1-1  | 0-0  | 0-0  | 3-2  | 0-1  | 3-2  | 1-1  | 1-1  | 3-3  | 1-1  | 0-0  | 0-4  | –––– | 1-0  | 2-1  | 1-0  | 4-0  | 1-1  | 2-0  | 2-1  |
| Spezia          | 0-1  | 1-0  | 1-1  | 4-1  | 1-2  | 3-0  | 0-0  | 2-1  | 2-1  | 1-1  | 3-0  | 3-2  | 2-0  | 2-2  | 5-2  | –––– | 0-1  | 3-0  | 1-1  | 0-0  | 1-0  | 3-3  |
| Ternana         | 2-2  | 2-0  | 0-1  | 2-1  | 0-1  | 1-0  | 1-1  | 2-1  | 0-1  | 0-2  | 0-4  | 1-0  | 0-0  | 1-1  | 0-1  | 0-0  | –––– | 1-2  | 2-0  | 0-2  | 0-1  | 0-1  |
| Trapani         | 4-1  | 1-1  | 0-0  | 3-2  | 0-0  | 2-2  | 2-1  | 3-1  | 3-1  | 1-0  | 0-0  | 3-0  | 2-2  | 2-4  | 2-1  | 3-2  | 4-2  | –––– | 0-0  | 2-1  | 2-2  | 1-0  |
| Varese          | 1-1  | 2-1  | 1-3  | 1-2  | 0-1  | 0-3  | 2-2  | 1-0  | 1-4  | 1-2  | 0-1  | 2-1  | 1-1  | 2-1  | 1-1  | 2-1  | 2-0  | 5-2  | –––– | 2-3  | 2-2  | 1-1  |
| Vicenza         | 1-0  | 1-0  | 0-0  | 2-0  | 1-2  | 0-0  | 1-1  | 1-0  | 2-1  | 0-0  | 0-0  | 0-2  | 3-1  | 2-1  | 2-1  | 1-0  | 0-1  | 3-0  | 1-0  | –––– | 0-0  | 2-2  |
| Virtus Entella  | 0-0  | 0-2  | 1-2  | 0-1  | 2-0  | 2-0  | 2-1  | 1-1  | 1-0  | 2-0  | 1-1  | 1-1  | 0-2  | 2-5  | 0-0  | 2-0  | 2-1  | 1-1  | 0-1  | 2-1  | –––– | 0-0  |
| Virtus Lanciano | 1-0  | 1-1  | 1-2  | 2-0  | 1-1  | 3-0  | 2-2  | 1-1  | 1-5  | 1-1  | 1-0  | 2-0  | 1-1  | 0-1  | 2-0  | 0-2  | 1-1  | 2-2  | 1-2  | 4-0  | 1-0  | –––- |

### Calendario
Il calendario del campionato è stato presentato dalla Lega Serie B il 7 agosto 2014, presso Villa Marigola in località San Terenzo a Lerici.
| andata (1ª) | andata (1ª) | 1ª giornata             | ritorno (22ª) | ritorno (22ª) |
|             |             |                         |               |               |
| 30 ago.     | 1-0         | Avellino-Pro Vercelli   | 1-1           | 17 gen.       |
| 30 ago.     | 3-3         | Catania-Virtus Lanciano | 0-3           | 17 gen.       |
| 30 ago.     | 0-2         | Crotone-Ternana         | 1-2           | 17 gen.       |
| 30 ago.     | 1-0         | Frosinone-Brescia       | 1-3           | 17 gen.       |
| 30 ago.     | 1-1         | Livorno-Carpi           | 2-1           | 18 gen.       |
| 1º set.     | 1-1         | Modena-Cittadella       | 1-1           | 17 gen.       |
| 29 ago.     | 2-1         | Perugia-Bologna         | 1-2           | 19 gen.       |
| 30 ago.     | 0-0         | Pescara-Trapani         | 4-2           | 17 gen.       |
| 30 ago.     | 2-1         | Varese-Spezia           | 1-1           | 17 gen.       |
| 10 set.     | 0-0         | Vicenza-Latina          | 0-0           | 17 gen.       |
| 30 ago.     | 0-2         | Virtus Entella-Bari     | 0-0           | 17 gen.       |

| andata (2ª) | andata (2ª) | 2ª giornata            | ritorno (23ª) | ritorno (23ª) |
|             |             |                        |               |               |
| 7 set.      | 0-2         | Bari-Perugia           | 1-1           | 24 gen.       |
| 7 set.      | 1-1         | Bologna-Virtus Entella | 2-1           | 24 gen.       |
| 6 set.      | 0-1         | Brescia-Livorno        | 2-4           | 24 gen.       |
| 7 set.      | 4-2         | Carpi-Varese           | 1-0           | 24 gen.       |
| 7 set.      | 3-1         | Cittadella-Avellino    | 2-1           | 24 gen.       |
| 7 set.      | 2-0         | Virtus Lanciano-Modena | 1-1           | 25 gen.       |
| 6 set.      | 1-0         | Latina-Crotone         | 1-2           | 24 gen.       |
| 7 set.      | 3-2         | Pro Vercelli-Catania   | 0-4           | 23 gen.       |
| 7 set.      | 2-1         | Spezia-Frosinone       | 1-1           | 24 gen.       |
| 7 set.      | 2-1         | Trapani-Vicenza        | 0-3           | 24 gen.       |
| 7 set.      | 1-1         | Ternana-Pescara        | 2-1           | 24 gen.       |

| andata (1ª) | andata (1ª) | 1ª giornata             | ritorno (22ª) | ritorno (22ª) |
|             |             |                         |               |               |
| 30 ago.     | 1-0         | Avellino-Pro Vercelli   | 1-1           | 17 gen.       |
| 30 ago.     | 3-3         | Catania-Virtus Lanciano | 0-3           | 17 gen.       |
| 30 ago.     | 0-2         | Crotone-Ternana         | 1-2           | 17 gen.       |
| 30 ago.     | 1-0         | Frosinone-Brescia       | 1-3           | 17 gen.       |
| 30 ago.     | 1-1         | Livorno-Carpi           | 2-1           | 18 gen.       |
| 1º set.     | 1-1         | Modena-Cittadella       | 1-1           | 17 gen.       |
| 29 ago.     | 2-1         | Perugia-Bologna         | 1-2           | 19 gen.       |
| 30 ago.     | 0-0         | Pescara-Trapani         | 4-2           | 17 gen.       |
| 30 ago.     | 2-1         | Varese-Spezia           | 1-1           | 17 gen.       |
| 10 set.     | 0-0         | Vicenza-Latina          | 0-0           | 17 gen.       |
| 30 ago.     | 0-2         | Virtus Entella-Bari     | 0-0           | 17 gen.       |

| andata (2ª) | andata (2ª) | 2ª giornata            | ritorno (23ª) | ritorno (23ª) |
|             |             |                        |               |               |
| 7 set.      | 0-2         | Bari-Perugia           | 1-1           | 24 gen.       |
| 7 set.      | 1-1         | Bologna-Virtus Entella | 2-1           | 24 gen.       |
| 6 set.      | 0-1         | Brescia-Livorno        | 2-4           | 24 gen.       |
| 7 set.      | 4-2         | Carpi-Varese           | 1-0           | 24 gen.       |
| 7 set.      | 3-1         | Cittadella-Avellino    | 2-1           | 24 gen.       |
| 7 set.      | 2-0         | Virtus Lanciano-Modena | 1-1           | 25 gen.       |
| 6 set.      | 1-0         | Latina-Crotone         | 1-2           | 24 gen.       |
| 7 set.      | 3-2         | Pro Vercelli-Catania   | 0-4           | 23 gen.       |
| 7 set.      | 2-1         | Spezia-Frosinone       | 1-1           | 24 gen.       |
| 7 set.      | 2-1         | Trapani-Vicenza        | 0-3           | 24 gen.       |
| 7 set.      | 1-1         | Ternana-Pescara        | 2-1           | 24 gen.       |

| andata (3ª) | andata (3ª) | 3ª giornata            | ritorno (24ª) | ritorno (24ª) |  |
|             |             |                        |               |               |  |
| 13 set.     | 0-0         | Avellino-Spezia        | 1-0           | 1º feb.       |  |
| 13 set.     | 1-1         | Crotone-Carpi          | 1-2           | 31 gen.       |  |
| 13 set.     | 1-1         | Frosinone-Bari         | 0-4           | 30 gen.       |  |
| 15 set.     | 1-1         | Livorno-Latina         | 2-3           | 31 gen.       |  |
| 13 set.     | 1-0         | Modena-Pro Vercelli    | 1-1           | 31 gen.       |  |
| 13 set.     | 1-0         | Perugia-Catania        | 0-2           | 31 gen.       |  |
| 12 set.     | 2-3         | Pescara-Bologna        | 0-0           | 31 gen.       |  |
| 13 set.     | 2-1         | Trapani-Cittadella     | 0-1           | 31 gen.       |  |
| 13 set.     | 1-1         | Varese-Virtus Lanciano | 2-1           | 31 gen.       |  |
| 14 set.     | 0-1         | Vicenza-Ternana        | 2-0           | 31 gen.       |  |
| 13 set.     | 0-1         | Virtus Entella-Brescia | 0-3           | 31 gen.       |  |

| andata (4ª) | andata (4ª) | 4ª giornata               | ritorno (25ª) | ritorno (25ª) |
|             |             |                           |               |               |
| 20 set.     | 2-0         | Bari-Livorno              | 2-5           | 7 feb.        |
| 20 set.     | 0-2         | Bologna-Crotone           | 2-0           | 7 feb.        |
| 20 set.     | 0-0         | Brescia-Ternana           | 1-2           | 8 feb.        |
| 19 set.     | 2-2         | Carpi-Trapani             | 0-0           | 6 feb.        |
| 20 set.     | 0-0         | Catania-Modena            | 0-0           | 10 mar.       |
| 20 set.     | 3-2         | Cittadella-Pescara        | 1-1           |               |
| 20 set.     | 1-2         | Latina-Avellino           | 0-1           |               |
| 20 set.     | 2-2         | Perugia-Vicenza           | 1-3           | 7 feb.        |
| 20 set.     | 4-0         | Pro Vercelli-Varese       | 1-1           |               |
| 19 set.     | 1-0         | Spezia-Virtus Entella     | 0-2           |               |
| 20 set.     | 1-5         | Virtus Lanciano-Frosinone | 1-2           |               |

| andata (3ª) | andata (3ª) | 3ª giornata            | ritorno (24ª) | ritorno (24ª) |  |
|             |             |                        |               |               |  |
| 13 set.     | 0-0         | Avellino-Spezia        | 1-0           | 1º feb.       |  |
| 13 set.     | 1-1         | Crotone-Carpi          | 1-2           | 31 gen.       |  |
| 13 set.     | 1-1         | Frosinone-Bari         | 0-4           | 30 gen.       |  |
| 15 set.     | 1-1         | Livorno-Latina         | 2-3           | 31 gen.       |  |
| 13 set.     | 1-0         | Modena-Pro Vercelli    | 1-1           | 31 gen.       |  |
| 13 set.     | 1-0         | Perugia-Catania        | 0-2           | 31 gen.       |  |
| 12 set.     | 2-3         | Pescara-Bologna        | 0-0           | 31 gen.       |  |
| 13 set.     | 2-1         | Trapani-Cittadella     | 0-1           | 31 gen.       |  |
| 13 set.     | 1-1         | Varese-Virtus Lanciano | 2-1           | 31 gen.       |  |
| 14 set.     | 0-1         | Vicenza-Ternana        | 2-0           | 31 gen.       |  |
| 13 set.     | 0-1         | Virtus Entella-Brescia | 0-3           | 31 gen.       |  |

| andata (4ª) | andata (4ª) | 4ª giornata               | ritorno (25ª) | ritorno (25ª) |
|             |             |                           |               |               |
| 20 set.     | 2-0         | Bari-Livorno              | 2-5           | 7 feb.        |
| 20 set.     | 0-2         | Bologna-Crotone           | 2-0           | 7 feb.        |
| 20 set.     | 0-0         | Brescia-Ternana           | 1-2           | 8 feb.        |
| 19 set.     | 2-2         | Carpi-Trapani             | 0-0           | 6 feb.        |
| 20 set.     | 0-0         | Catania-Modena            | 0-0           | 10 mar.       |
| 20 set.     | 3-2         | Cittadella-Pescara        | 1-1           |               |
| 20 set.     | 1-2         | Latina-Avellino           | 0-1           |               |
| 20 set.     | 2-2         | Perugia-Vicenza           | 1-3           | 7 feb.        |
| 20 set.     | 4-0         | Pro Vercelli-Varese       | 1-1           |               |
| 19 set.     | 1-0         | Spezia-Virtus Entella     | 0-2           |               |
| 20 set.     | 1-5         | Virtus Lanciano-Frosinone | 1-2           |               |

| andata (5ª) | andata (5ª) | 5ª giornata             | ritorno (26ª) | ritorno (26ª) |  |
|             |             |                         |               |               |  |
| 23 set.     | 1-1         | Brescia-Virtus Lanciano | 0-2           | 14 feb.       |  |
| 23 set.     | 1-2         | Cittadella-Pro Vercelli | 1-0           | 14 feb.       |  |
| 23 set.     | 1-1         | Crotone-Catania         | 1-1           | 16 feb.       |  |
| 23 set.     | 0-0         | Frosinone-Avellino      | 0-3           | 14 feb.       |  |
| 23 set.     | 1-0         | Livorno-Varese          | 1-0           | 14 feb.       |  |
| 23 set.     | 0-0         | Modena-Perugia          | 0-2           | 13 feb.       |  |
| 23 set.     | 1-1         | Pescara-Latina          | 0-2           | 14 feb.       |  |
| 22 set.     | 1-2         | Spezia-Carpi            | 0-0           | 14 feb.       |  |
| 23 set.     | 0-1         | Ternana-Bologna         | 0-0           | 14 feb.       |  |
| 23 set.     | 2-2         | Trapani-Virtus Entella  | 1-1           | 14 feb.       |  |
| 23 set.     | 1-0         | Vicenza-Bari            | 1-0           | 14 feb.       |  |

| andata (6ª) | andata (6ª) | 6ª giornata            | ritorno (27ª) | ritorno (27ª) |  |
|             |             |                        |               |               |  |
| 27 set.     | 2-1         | Avellino-Livorno       | 1-0           | 22 feb.       |  |
| 27 set.     | 1-0         | Bologna-Cittadella     | 1-0           | 21 feb.       |  |
| 28 set.     | 2-1         | Catania-Pescara        | 0-1           | 22 feb.       |  |
| 27 set.     | 0-0         | Crotone-Vicenza        | 0-1           | 21 feb.       |  |
| 27 set.     | 1-1         | Latina-Ternana         | 2-0           | 21 feb.       |  |
| 27 set.     | 2-0         | Modena-Spezia          | 2-3           | 21 feb.       |  |
| 27 set.     | 1-0         | Perugia-Brescia        | 2-1           | 21 feb.       |  |
| 27 set.     | 1-1         | Pro Vercelli-Frosinone | 2-3           | 21 feb.       |  |
| 27 set.     | 5-2         | Varese-Trapani         | 0-0           | 21 feb.       |  |
| 27 set.     | 2-0         | Virtus Entella-Carpi   | 0-0           | 21 feb.       |  |
| 29 set.     | 1-1         | Virtus Lanciano-Bari   | 0-2           | 21 feb.       |  |

| andata (5ª) | andata (5ª) | 5ª giornata             | ritorno (26ª) | ritorno (26ª) |  |
|             |             |                         |               |               |  |
| 23 set.     | 1-1         | Brescia-Virtus Lanciano | 0-2           | 14 feb.       |  |
| 23 set.     | 1-2         | Cittadella-Pro Vercelli | 1-0           | 14 feb.       |  |
| 23 set.     | 1-1         | Crotone-Catania         | 1-1           | 16 feb.       |  |
| 23 set.     | 0-0         | Frosinone-Avellino      | 0-3           | 14 feb.       |  |
| 23 set.     | 1-0         | Livorno-Varese          | 1-0           | 14 feb.       |  |
| 23 set.     | 0-0         | Modena-Perugia          | 0-2           | 13 feb.       |  |
| 23 set.     | 1-1         | Pescara-Latina          | 0-2           | 14 feb.       |  |
| 22 set.     | 1-2         | Spezia-Carpi            | 0-0           | 14 feb.       |  |
| 23 set.     | 0-1         | Ternana-Bologna         | 0-0           | 14 feb.       |  |
| 23 set.     | 2-2         | Trapani-Virtus Entella  | 1-1           | 14 feb.       |  |
| 23 set.     | 1-0         | Vicenza-Bari            | 1-0           | 14 feb.       |  |

| andata (6ª) | andata (6ª) | 6ª giornata            | ritorno (27ª) | ritorno (27ª) |  |
|             |             |                        |               |               |  |
| 27 set.     | 2-1         | Avellino-Livorno       | 1-0           | 22 feb.       |  |
| 27 set.     | 1-0         | Bologna-Cittadella     | 1-0           | 21 feb.       |  |
| 28 set.     | 2-1         | Catania-Pescara        | 0-1           | 22 feb.       |  |
| 27 set.     | 0-0         | Crotone-Vicenza        | 0-1           | 21 feb.       |  |
| 27 set.     | 1-1         | Latina-Ternana         | 2-0           | 21 feb.       |  |
| 27 set.     | 2-0         | Modena-Spezia          | 2-3           | 21 feb.       |  |
| 27 set.     | 1-0         | Perugia-Brescia        | 2-1           | 21 feb.       |  |
| 27 set.     | 1-1         | Pro Vercelli-Frosinone | 2-3           | 21 feb.       |  |
| 27 set.     | 5-2         | Varese-Trapani         | 0-0           | 21 feb.       |  |
| 27 set.     | 2-0         | Virtus Entella-Carpi   | 0-0           | 21 feb.       |  |
| 29 set.     | 1-1         | Virtus Lanciano-Bari   | 0-2           | 21 feb.       |  |

| andata (7ª) | andata (7ª) | 7ª giornata                | ritorno (28ª) | ritorno (28ª) |  |
|             |             |                            |               |               |  |
| 4 ott.      | 1-1         | Bari-Modena                | 1-0           | 28 feb.       |  |
| 4 ott.      | 1-1         | Brescia-Varese             | 2-1           | 28 feb.       |  |
| 4 ott.      | 1-0         | Carpi-Pro Vercelli         | 0-0           | 28 feb.       |  |
| 4 ott.      | 2-3         | Cittadella-Virtus Lanciano | 2-2           | 28 feb.       |  |
| 4 ott.      | 1-0         | Frosinone-Catania          | 2-1           | 28 feb.       |  |
| 4 ott.      | 1-0         | Livorno-Crotone            | 0-1           | 28 feb.       |  |
| 4 ott.      | 4-0         | Pescara-Virtus Entella     | 5-2           | 28 feb.       |  |
| 4 ott.      | 2-0         | Spezia-Perugia             | 1-2           | 28 feb.       |  |
| 6 ott.      | 2-2         | Ternana-Avellino           | 1-1           | 28 feb.       |  |
| 4 ott.      | 1-0         | Trapani-Latina             | 0-1           | 27 feb.       |  |
| 4 ott.      | 0-0         | Vicenza-Bologna            | 2-0           | 27 feb.       |  |

| andata (8ª) | andata (8ª) | 8ª giornata             | ritorno (29ª) | ritorno (29ª) |  |
|             |             |                         |               |               |  |
| 12 ott.     | 1-0         | Avellino-Carpi          | 0-2           | 3 mar.        |  |
| 12 ott.     | 2-3         | Catania-Bari            | 1-1           | 3 mar.        |  |
| 12 ott.     | 1-4         | Crotone-Pescara         | 1-2           | 3 mar.        |  |
| 12 ott.     | 1-2         | Latina-Bologna          | 0-0           | 3 mar.        |  |
| 12 ott.     | 6-0         | Livorno-Trapani         | 0-0           | 3 mar.        |  |
| 11 ott.     | 1-1         | Modena-Brescia          | 1-0           | 3 mar.        |  |
| 12 ott.     | 0-1         | Perugia-Frosinone       | 1-2           | 3 mar.        |  |
| 11 ott.     | 1-0         | Pro Vercelli-Spezia     | 2-5           | 3 mar.        |  |
| 13 ott.     | 2-2         | Varese-Cittadella       | 0-3           | 3 mar.        |  |
| 4 nov.      | 2-1         | Virtus Entella-Ternana  | 1-0           | 3 mar.        |  |
| 12 ott.     | 4-0         | Virtus Lanciano-Vicenza | 2-2           | 3 mar.        |  |

| andata (7ª) | andata (7ª) | 7ª giornata                | ritorno (28ª) | ritorno (28ª) |  |
|             |             |                            |               |               |  |
| 4 ott.      | 1-1         | Bari-Modena                | 1-0           | 28 feb.       |  |
| 4 ott.      | 1-1         | Brescia-Varese             | 2-1           | 28 feb.       |  |
| 4 ott.      | 1-0         | Carpi-Pro Vercelli         | 0-0           | 28 feb.       |  |
| 4 ott.      | 2-3         | Cittadella-Virtus Lanciano | 2-2           | 28 feb.       |  |
| 4 ott.      | 1-0         | Frosinone-Catania          | 2-1           | 28 feb.       |  |
| 4 ott.      | 1-0         | Livorno-Crotone            | 0-1           | 28 feb.       |  |
| 4 ott.      | 4-0         | Pescara-Virtus Entella     | 5-2           | 28 feb.       |  |
| 4 ott.      | 2-0         | Spezia-Perugia             | 1-2           | 28 feb.       |  |
| 6 ott.      | 2-2         | Ternana-Avellino           | 1-1           | 28 feb.       |  |
| 4 ott.      | 1-0         | Trapani-Latina             | 0-1           | 27 feb.       |  |
| 4 ott.      | 0-0         | Vicenza-Bologna            | 2-0           | 27 feb.       |  |

| andata (8ª) | andata (8ª) | 8ª giornata             | ritorno (29ª) | ritorno (29ª) |  |
|             |             |                         |               |               |  |
| 12 ott.     | 1-0         | Avellino-Carpi          | 0-2           | 3 mar.        |  |
| 12 ott.     | 2-3         | Catania-Bari            | 1-1           | 3 mar.        |  |
| 12 ott.     | 1-4         | Crotone-Pescara         | 1-2           | 3 mar.        |  |
| 12 ott.     | 1-2         | Latina-Bologna          | 0-0           | 3 mar.        |  |
| 12 ott.     | 6-0         | Livorno-Trapani         | 0-0           | 3 mar.        |  |
| 11 ott.     | 1-1         | Modena-Brescia          | 1-0           | 3 mar.        |  |
| 12 ott.     | 0-1         | Perugia-Frosinone       | 1-2           | 3 mar.        |  |
| 11 ott.     | 1-0         | Pro Vercelli-Spezia     | 2-5           | 3 mar.        |  |
| 13 ott.     | 2-2         | Varese-Cittadella       | 0-3           | 3 mar.        |  |
| 4 nov.      | 2-1         | Virtus Entella-Ternana  | 1-0           | 3 mar.        |  |
| 12 ott.     | 4-0         | Virtus Lanciano-Vicenza | 2-2           | 3 mar.        |  |

| andata (9ª) | andata (9ª) | 9ª giornata               | ritorno (30ª) | ritorno (30ª) |  |
|             |             |                           |               |               |  |
| 19 ott.     | 4-2         | Bari-Avellino             | 0-2           | 7 mar.        |  |
| 18 ott.     | 3-0         | Bologna-Varese            | 3-1           | 7 mar.        |  |
| 18 ott.     | 2-1         | Brescia-Pro Vercelli      | 0-0           | 7 mar.        |  |
| 18 ott.     | 2-1         | Carpi-Latina              | 1-0           | 7 mar.        |  |
| 20 ott.     | 0-1         | Cittadella-Virtus Entella | 1-2           | 9 mar.        |  |
| 18 ott.     | 2-0         | Frosinone-Modena          | 0-1           | 7 mar.        |  |
| 18 ott.     | 1-1         | Virtus Lanciano-Perugia   | 0-0           | 7 mar.        |  |
| 18 ott.     | 3-0         | Spezia-Catania            | 2-2           | 7 mar.        |  |
| 18 ott.     | 0-4         | Ternana-Livorno           | 1-3           | 7 mar.        |  |
| 18 ott.     | 3-1         | Trapani-Crotone           | 0-1           | 7 mar.        |  |
| 17 ott.     | 2-1         | Vicenza-Pescara           | 2-2           | 7 mar.        |  |

| andata (10ª) | andata (10ª) | 10ª giornata             | ritorno (31ª) | ritorno (31ª) |  |
|              |              |                          |               |               |  |
| 25 ott.      | 1-1          | Avellino-Virtus Lanciano | 0-1           | 14 mar.       |  |
| 25 ott.      | 3-1          | Catania-Vicenza          | 0-0           | 16 mar.       |  |
| 25 ott.      | 2-2          | Crotone-Cittadella       | 0-0           | 14 mar.       |  |
| 25 ott.      | 1-1          | Latina-Brescia           | 2-1           | 14 mar.       |  |
| 25 ott.      | 0-1          | Livorno-Spezia           | 0-3           | 13 mar.       |  |
| 24 ott.      | 0-0          | Modena-Bologna           | 0-0           | 15 mar.       |  |
| 25 ott.      | 0-5          | Pescara-Carpi            | 2-1           | 14 mar.       |  |
| 25 ott.      | 0-0          | Pro Vercelli-Perugia     | 2-3           | 14 mar.       |  |
| 24 ott.      | 1-2          | Ternana-Trapani          | 2-4           | 14 mar.       |  |
| 25 ott.      | 2-1          | Varese-Bari              | 0-3           | 14 mar.       |  |
| 25 ott.      | 1-0          | Virtus Entella-Frosinone | 3-3           | 14 mar.       |  |

| andata (9ª) | andata (9ª) | 9ª giornata               | ritorno (30ª) | ritorno (30ª) |  |
|             |             |                           |               |               |  |
| 19 ott.     | 4-2         | Bari-Avellino             | 0-2           | 7 mar.        |  |
| 18 ott.     | 3-0         | Bologna-Varese            | 3-1           | 7 mar.        |  |
| 18 ott.     | 2-1         | Brescia-Pro Vercelli      | 0-0           | 7 mar.        |  |
| 18 ott.     | 2-1         | Carpi-Latina              | 1-0           | 7 mar.        |  |
| 20 ott.     | 0-1         | Cittadella-Virtus Entella | 1-2           | 9 mar.        |  |
| 18 ott.     | 2-0         | Frosinone-Modena          | 0-1           | 7 mar.        |  |
| 18 ott.     | 1-1         | Virtus Lanciano-Perugia   | 0-0           | 7 mar.        |  |
| 18 ott.     | 3-0         | Spezia-Catania            | 2-2           | 7 mar.        |  |
| 18 ott.     | 0-4         | Ternana-Livorno           | 1-3           | 7 mar.        |  |
| 18 ott.     | 3-1         | Trapani-Crotone           | 0-1           | 7 mar.        |  |
| 17 ott.     | 2-1         | Vicenza-Pescara           | 2-2           | 7 mar.        |  |

| andata (10ª) | andata (10ª) | 10ª giornata             | ritorno (31ª) | ritorno (31ª) |  |
|              |              |                          |               |               |  |
| 25 ott.      | 1-1          | Avellino-Virtus Lanciano | 0-1           | 14 mar.       |  |
| 25 ott.      | 3-1          | Catania-Vicenza          | 0-0           | 16 mar.       |  |
| 25 ott.      | 2-2          | Crotone-Cittadella       | 0-0           | 14 mar.       |  |
| 25 ott.      | 1-1          | Latina-Brescia           | 2-1           | 14 mar.       |  |
| 25 ott.      | 0-1          | Livorno-Spezia           | 0-3           | 13 mar.       |  |
| 24 ott.      | 0-0          | Modena-Bologna           | 0-0           | 15 mar.       |  |
| 25 ott.      | 0-5          | Pescara-Carpi            | 2-1           | 14 mar.       |  |
| 25 ott.      | 0-0          | Pro Vercelli-Perugia     | 2-3           | 14 mar.       |  |
| 24 ott.      | 1-2          | Ternana-Trapani          | 2-4           | 14 mar.       |  |
| 25 ott.      | 2-1          | Varese-Bari              | 0-3           | 14 mar.       |  |
| 25 ott.      | 1-0          | Virtus Entella-Frosinone | 3-3           | 14 mar.       |  |

| andata (11ª) | andata (11ª) | 11ª giornata                 | ritorno (32ª) | ritorno (32ª) |  |
|              |              |                              |               |               |  |
| 28 ott.      | 1-1          | Bari-Pescara                 | 0-0           | 20 mar.       |  |
| 27 ott.      | 2-1          | Bologna-Trapani              | 0-0           | 21 mar.       |  |
| 28 ott.      | 2-1          | Brescia-Crotone              | 1-2           | 21 mar.       |  |
| 28 ott.      | 3-1          | Carpi-Ternana                | 1-0           | 21 mar.       |  |
| 28 ott.      | 5-1          | Catania-Virtus Entella       | 0-2           | 21 mar.       |  |
| 28 ott.      | 1-1          | Cittadella-Livorno           | 1-0           | 21 mar.       |  |
| 28 ott.      | 1-1          | Frosinone-Varese             | 4-1           | 23 mar.       |  |
| 28 ott.      | 0-0          | Perugia-Avellino             | 2-1           | 21 mar.       |  |
| 28 ott.      | 1-1          | Spezia-Latina                | 2-1           | 21 mar.       |  |
| 28 ott.      | 0-2          | Vicenza-Modena               | 2-1           | 21 mar.       |  |
| 28 ott.      | 2-0          | Virtus Lanciano-Pro Vercelli | 1-2           | 21 mar.       |  |

| andata (12ª) | andata (12ª) | 12ª giornata                   | ritorno (33ª) | ritorno (33ª) |  |
|              |              |                                |               |               |  |
| 1º nov.      | 1-0          | Avellino-Catania               | 0-1           | 29 mar.       |  |
| 1º nov.      | 1-0          | Carpi-Vicenza                  | 2-1           | 29 mar.       |  |
| 1º nov.      | 2-1          | Crotone-Perugia                | 0-0           | 29 mar.       |  |
| 2 nov.       | 1-4          | Latina-Frosinone               | 0-1           | 14 apr.       |  |
| 1º nov.      | 3-2          | Livorno-Bologna                | 0-2           | 29 mar.       |  |
| 1º nov.      | 1-2          | Pescara-Spezia                 | 2-2           | 29 mar.       |  |
| 1º nov.      | 3-0          | Pro Vercelli-Bari              | 0-1           | 29 mar.       |  |
| 1º nov.      | 1-1          | Ternana-Cittadella             | 0-0           | 29 mar.       |  |
| 1º nov.      | 3-2          | Trapani-Brescia                | 1-1           | 29 mar.       |  |
| 2 nov.       | 2-1          | Varese-Modena                  | 1-1           | 29 mar.       |  |
| 1º nov.      | 0-0          | Virtus Entella-Virtus Lanciano | 0-1           | 29 mar.       |  |

| andata (11ª) | andata (11ª) | 11ª giornata                 | ritorno (32ª) | ritorno (32ª) |  |
|              |              |                              |               |               |  |
| 28 ott.      | 1-1          | Bari-Pescara                 | 0-0           | 20 mar.       |  |
| 27 ott.      | 2-1          | Bologna-Trapani              | 0-0           | 21 mar.       |  |
| 28 ott.      | 2-1          | Brescia-Crotone              | 1-2           | 21 mar.       |  |
| 28 ott.      | 3-1          | Carpi-Ternana                | 1-0           | 21 mar.       |  |
| 28 ott.      | 5-1          | Catania-Virtus Entella       | 0-2           | 21 mar.       |  |
| 28 ott.      | 1-1          | Cittadella-Livorno           | 1-0           | 21 mar.       |  |
| 28 ott.      | 1-1          | Frosinone-Varese             | 4-1           | 23 mar.       |  |
| 28 ott.      | 0-0          | Perugia-Avellino             | 2-1           | 21 mar.       |  |
| 28 ott.      | 1-1          | Spezia-Latina                | 2-1           | 21 mar.       |  |
| 28 ott.      | 0-2          | Vicenza-Modena               | 2-1           | 21 mar.       |  |
| 28 ott.      | 2-0          | Virtus Lanciano-Pro Vercelli | 1-2           | 21 mar.       |  |

| andata (12ª) | andata (12ª) | 12ª giornata                   | ritorno (33ª) | ritorno (33ª) |  |
|              |              |                                |               |               |  |
| 1º nov.      | 1-0          | Avellino-Catania               | 0-1           | 29 mar.       |  |
| 1º nov.      | 1-0          | Carpi-Vicenza                  | 2-1           | 29 mar.       |  |
| 1º nov.      | 2-1          | Crotone-Perugia                | 0-0           | 29 mar.       |  |
| 2 nov.       | 1-4          | Latina-Frosinone               | 0-1           | 14 apr.       |  |
| 1º nov.      | 3-2          | Livorno-Bologna                | 0-2           | 29 mar.       |  |
| 1º nov.      | 1-2          | Pescara-Spezia                 | 2-2           | 29 mar.       |  |
| 1º nov.      | 3-0          | Pro Vercelli-Bari              | 0-1           | 29 mar.       |  |
| 1º nov.      | 1-1          | Ternana-Cittadella             | 0-0           | 29 mar.       |  |
| 1º nov.      | 3-2          | Trapani-Brescia                | 1-1           | 29 mar.       |  |
| 2 nov.       | 2-1          | Varese-Modena                  | 1-1           | 29 mar.       |  |
| 1º nov.      | 0-0          | Virtus Entella-Virtus Lanciano | 0-1           | 29 mar.       |  |

| andata (13ª) | andata (13ª) | 13ª giornata            | ritorno (34ª) | ritorno (34ª) |  |
|              |              |                         |               |               |  |
| 10 nov.      | 0-1          | Bari-Ternana            | 0-2           | 2 apr.        |  |
| 8 nov.       | 0-0          | Bologna-Carpi           | 0-3           | 1º apr.       |  |
| 8 nov.       | 1-3          | Brescia-Pescara         | 3-2           | 2 apr.        |  |
| 8 nov.       | 2-1          | Catania-Varese          | 3-0           | 2 apr.        |  |
| 8 nov.       | 1-1          | Cittadella-Latina       | 2-3           | 2 apr.        |  |
| 8 nov.       | 4-1          | Frosinone-Trapani       | 1-3           | 2 apr.        |  |
| 8 nov.       | 1-2          | Modena-Avellino         | 0-1           | 2 apr.        |  |
| 8 nov.       | 2-1          | Perugia-Virtus Entella  | 2-0           | 2 apr.        |  |
| 7 nov.       | 2-1          | Spezia-Crotone          | 0-2           | 2 apr.        |  |
| 8 nov.       | 2-1          | Vicenza-Pro Vercelli    | 1-1           | 2 apr.        |  |
| 8 nov.       | 1-0          | Virtus Lanciano-Livorno | 0-1           | 2 apr.        |  |

| andata (14ª) | andata (14ª) | 14ª giornata           | ritorno (35ª) | ritorno (35ª) |  |
|              |              |                        |               |               |  |
| 16 nov.      | 0-1          | Avellino-Vicenza       | 0-1           | 10 apr.       |  |
| 15 nov.      | 1-2          | Bologna-Brescia        | 1-1           | 11 apr.       |  |
| 15 nov.      | 5-2          | Carpi-Cittadella       | 1-0           | 11 apr.       |  |
| 16 nov.      | 3-0          | Crotone-Bari           | 1-1           | 11 apr.       |  |
| 16 nov.      | 1-0          | Latina-Virtus Lanciano | 1-1           | 11 apr.       |  |
| 16 nov.      | 3-1          | Livorno-Pro Vercelli   | 3-3           | 11 apr.       |  |
| 16 nov.      | 3-0          | Pescara-Frosinone      | 1-2           | 11 apr.       |  |
| 16 nov.      | 0-0          | Ternana-Spezia         | 1-0           | 11 apr.       |  |
| 16 nov.      | 2-2          | Trapani-Catania        | 1-4           | 11 apr.       |  |
| 16 nov.      | 1-1          | Varese-Perugia         | 0-2           | 13 apr.       |  |
| 16 dic.      | 1-1          | Virtus Entella-Modena  | 0-2           | 11 apr.       |  |

| andata (13ª) | andata (13ª) | 13ª giornata            | ritorno (34ª) | ritorno (34ª) |  |
|              |              |                         |               |               |  |
| 10 nov.      | 0-1          | Bari-Ternana            | 0-2           | 2 apr.        |  |
| 8 nov.       | 0-0          | Bologna-Carpi           | 0-3           | 1º apr.       |  |
| 8 nov.       | 1-3          | Brescia-Pescara         | 3-2           | 2 apr.        |  |
| 8 nov.       | 2-1          | Catania-Varese          | 3-0           | 2 apr.        |  |
| 8 nov.       | 1-1          | Cittadella-Latina       | 2-3           | 2 apr.        |  |
| 8 nov.       | 4-1          | Frosinone-Trapani       | 1-3           | 2 apr.        |  |
| 8 nov.       | 1-2          | Modena-Avellino         | 0-1           | 2 apr.        |  |
| 8 nov.       | 2-1          | Perugia-Virtus Entella  | 2-0           | 2 apr.        |  |
| 7 nov.       | 2-1          | Spezia-Crotone          | 0-2           | 2 apr.        |  |
| 8 nov.       | 2-1          | Vicenza-Pro Vercelli    | 1-1           | 2 apr.        |  |
| 8 nov.       | 1-0          | Virtus Lanciano-Livorno | 0-1           | 2 apr.        |  |

| andata (14ª) | andata (14ª) | 14ª giornata           | ritorno (35ª) | ritorno (35ª) |  |
|              |              |                        |               |               |  |
| 16 nov.      | 0-1          | Avellino-Vicenza       | 0-1           | 10 apr.       |  |
| 15 nov.      | 1-2          | Bologna-Brescia        | 1-1           | 11 apr.       |  |
| 15 nov.      | 5-2          | Carpi-Cittadella       | 1-0           | 11 apr.       |  |
| 16 nov.      | 3-0          | Crotone-Bari           | 1-1           | 11 apr.       |  |
| 16 nov.      | 1-0          | Latina-Virtus Lanciano | 1-1           | 11 apr.       |  |
| 16 nov.      | 3-1          | Livorno-Pro Vercelli   | 3-3           | 11 apr.       |  |
| 16 nov.      | 3-0          | Pescara-Frosinone      | 1-2           | 11 apr.       |  |
| 16 nov.      | 0-0          | Ternana-Spezia         | 1-0           | 11 apr.       |  |
| 16 nov.      | 2-2          | Trapani-Catania        | 1-4           | 11 apr.       |  |
| 16 nov.      | 1-1          | Varese-Perugia         | 0-2           | 13 apr.       |  |
| 16 dic.      | 1-1          | Virtus Entella-Modena  | 0-2           | 11 apr.       |  |

| andata (15ª) | andata (15ª) | 15ª giornata                | ritorno (36ª) | ritorno (36ª) |
|              |              |                             |               |               |
| 22 nov.      | 0-0          | Avellino-Varese             | 1-1           | 19 apr.       |
| 22 nov.      | 2-1          | Bari-Trapani                | 1-1           | 18 apr.       |
| 22 nov.      | 3-3          | Brescia-Carpi               | 0-3           | 18 apr.       |
| 23 nov.      | 1-0          | Catania-Latina              | 2-1           | 19 apr.       |
| 21 nov.      | 5-1          | Frosinone-Livorno           | 0-0           | 19 apr.       |
| 22 nov.      | 2-0          | Modena-Pescara              | 0-1           | 18 apr.       |
| 22 nov.      | 2-2          | Perugia-Ternana             | 0-0           | 18 apr.       |
| 22 nov.      | 2-0          | Pro Vercelli-Virtus Entella | 0-0           | 20 apr.       |
| 22 nov.      | 1-1          | Spezia-Bologna              | 0-0           | 18 apr.       |
| 22 nov.      | 1-1          | Vicenza-Cittadella          | 1-0           | 17 apr.       |
| 22 nov.      | 1-1          | Virtus Lanciano-Crotone     | 1-1           | 18 apr.       |

| andata (16ª) | andata (16ª) | 16ª giornata            | ritorno (37ª) | ritorno (37ª) |  |
|              |              |                         |               |               |  |
| 30 nov.      | 2-0          | Bologna-Bari            | 1-1           | 24 apr.       |  |
| 29 nov.      | 0-0          | Carpi-Frosinone         | 0-1           | 25 apr.       |  |
| 29 nov.      | 1-1          | Cittadella-Brescia      | 0-0           | 25 apr.       |  |
| 29 nov.      | 1-4          | Crotone-Modena          | 0-3           | 25 apr.       |  |
| 29 nov.      | 1-1          | Latina-Pro Vercelli     | 1-1           | 25 apr.       |  |
| 29 nov.      | 0-0          | Livorno-Perugia         | 1-1           | 25 apr.       |  |
| 28 nov.      | 1-1          | Pescara-Virtus Lanciano | 1-0           | 25 apr.       |  |
| 29 nov.      | 1-0          | Ternana-Catania         | 0-2           | 24 apr.       |  |
| 29 nov.      | 3-2          | Trapani-Spezia          | 0-3           | 25 apr.       |  |
| 29 nov.      | 2-3          | Varese-Vicenza          | 0-1           | 25 apr.       |  |
| 29 nov.      | 0-0          | Virtus Entella-Avellino | 1-1           | 25 apr.       |  |

| andata (15ª) | andata (15ª) | 15ª giornata                | ritorno (36ª) | ritorno (36ª) |
|              |              |                             |               |               |
| 22 nov.      | 0-0          | Avellino-Varese             | 1-1           | 19 apr.       |
| 22 nov.      | 2-1          | Bari-Trapani                | 1-1           | 18 apr.       |
| 22 nov.      | 3-3          | Brescia-Carpi               | 0-3           | 18 apr.       |
| 23 nov.      | 1-0          | Catania-Latina              | 2-1           | 19 apr.       |
| 21 nov.      | 5-1          | Frosinone-Livorno           | 0-0           | 19 apr.       |
| 22 nov.      | 2-0          | Modena-Pescara              | 0-1           | 18 apr.       |
| 22 nov.      | 2-2          | Perugia-Ternana             | 0-0           | 18 apr.       |
| 22 nov.      | 2-0          | Pro Vercelli-Virtus Entella | 0-0           | 20 apr.       |
| 22 nov.      | 1-1          | Spezia-Bologna              | 0-0           | 18 apr.       |
| 22 nov.      | 1-1          | Vicenza-Cittadella          | 1-0           | 17 apr.       |
| 22 nov.      | 1-1          | Virtus Lanciano-Crotone     | 1-1           | 18 apr.       |

| andata (16ª) | andata (16ª) | 16ª giornata            | ritorno (37ª) | ritorno (37ª) |  |
|              |              |                         |               |               |  |
| 30 nov.      | 2-0          | Bologna-Bari            | 1-1           | 24 apr.       |  |
| 29 nov.      | 0-0          | Carpi-Frosinone         | 0-1           | 25 apr.       |  |
| 29 nov.      | 1-1          | Cittadella-Brescia      | 0-0           | 25 apr.       |  |
| 29 nov.      | 1-4          | Crotone-Modena          | 0-3           | 25 apr.       |  |
| 29 nov.      | 1-1          | Latina-Pro Vercelli     | 1-1           | 25 apr.       |  |
| 29 nov.      | 0-0          | Livorno-Perugia         | 1-1           | 25 apr.       |  |
| 28 nov.      | 1-1          | Pescara-Virtus Lanciano | 1-0           | 25 apr.       |  |
| 29 nov.      | 1-0          | Ternana-Catania         | 0-2           | 24 apr.       |  |
| 29 nov.      | 3-2          | Trapani-Spezia          | 0-3           | 25 apr.       |  |
| 29 nov.      | 2-3          | Varese-Vicenza          | 0-1           | 25 apr.       |  |
| 29 nov.      | 0-0          | Virtus Entella-Avellino | 1-1           | 25 apr.       |  |

| andata (17ª) | andata (17ª) | 17ª giornata            | ritorno (38ª) | ritorno (38ª) |  |
|              |              |                         |               |               |  |
| 6 dic.       | 1-2          | Avellino-Crotone        | 0-2           | 28 apr.       |  |
| 6 dic.       | 0-1          | Bari-Carpi              | 0-0           | 28 apr.       |  |
| 6 dic.       | 2-2          | Catania-Bologna         | 0-2           | 27 apr.       |  |
| 5 dic.       | 0-1          | Frosinone-Ternana       | 1-0           | 28 apr.       |  |
| 8 dic.       | 0-0          | Modena-Livorno          | 1-1           | 28 apr.       |  |
| 6 dic.       | 0-0          | Perugia-Latina          | 0-0           | 28 apr.       |  |
| 6 dic.       | 0-4          | Pro Vercelli-Pescara    | 0-1           | 28 apr.       |  |
| 6 dic.       | 0-0          | Spezia-Cittadella       | 3-1           | 28 apr.       |  |
| 6 dic.       | 2-2          | Varese-Virtus Entella   | 1-0           | 28 apr.       |  |
| 8 dic.       | 2-0          | Vicenza-Brescia         | 0-3           | 28 apr.       |  |
| 6 dic.       | 2-2          | Virtus Lanciano-Trapani | 0-1           | 28 apr.       |  |

| andata (18ª) | andata (18ª) | 18ª giornata            | ritorno (39ª) | ritorno (39ª) |  |
|              |              |                         |               |               |  |
| 13 dic.      | 2-2          | Bologna-Frosinone       | 1-2           | 2 mag.        |  |
| 13 dic.      | 0-1          | Brescia-Spezia          | 1-4           | 2 mag.        |  |
| 13 dic.      | 1-0          | Carpi-Modena            | 2-1           | 3 mag.        |  |
| 13 dic.      | 0-1          | Cittadella-Bari         | 0-1           | 2 mag.        |  |
| 13 dic.      | 0-1          | Crotone-Pro Vercelli    | 2-3           | 2 mag.        |  |
| 15 dic.      | 1-0          | Latina-Varese           | 2-1           | 2 mag.        |  |
| 13 dic.      | 4-2          | Livorno-Catania         | 1-1           | 2 mag.        |  |
| 13 dic.      | 0-0          | Pescara-Avellino        | 2-3           | 3 mag.        |  |
| 13 dic.      | 0-1          | Ternana-Virtus Lanciano | 1-1           | 2 mag.        |  |
| 12 dic.      | 2-2          | Trapani-Perugia         | 0-1           | 2 mag.        |  |
| 13 dic.      | 2-1          | Virtus Entella-Vicenza  | 0-0           | 2 mag.        |  |

| andata (17ª) | andata (17ª) | 17ª giornata            | ritorno (38ª) | ritorno (38ª) |  |
|              |              |                         |               |               |  |
| 6 dic.       | 1-2          | Avellino-Crotone        | 0-2           | 28 apr.       |  |
| 6 dic.       | 0-1          | Bari-Carpi              | 0-0           | 28 apr.       |  |
| 6 dic.       | 2-2          | Catania-Bologna         | 0-2           | 27 apr.       |  |
| 5 dic.       | 0-1          | Frosinone-Ternana       | 1-0           | 28 apr.       |  |
| 8 dic.       | 0-0          | Modena-Livorno          | 1-1           | 28 apr.       |  |
| 6 dic.       | 0-0          | Perugia-Latina          | 0-0           | 28 apr.       |  |
| 6 dic.       | 0-4          | Pro Vercelli-Pescara    | 0-1           | 28 apr.       |  |
| 6 dic.       | 0-0          | Spezia-Cittadella       | 3-1           | 28 apr.       |  |
| 6 dic.       | 2-2          | Varese-Virtus Entella   | 1-0           | 28 apr.       |  |
| 8 dic.       | 2-0          | Vicenza-Brescia         | 0-3           | 28 apr.       |  |
| 6 dic.       | 2-2          | Virtus Lanciano-Trapani | 0-1           | 28 apr.       |  |

| andata (18ª) | andata (18ª) | 18ª giornata            | ritorno (39ª) | ritorno (39ª) |  |
|              |              |                         |               |               |  |
| 13 dic.      | 2-2          | Bologna-Frosinone       | 1-2           | 2 mag.        |  |
| 13 dic.      | 0-1          | Brescia-Spezia          | 1-4           | 2 mag.        |  |
| 13 dic.      | 1-0          | Carpi-Modena            | 2-1           | 3 mag.        |  |
| 13 dic.      | 0-1          | Cittadella-Bari         | 0-1           | 2 mag.        |  |
| 13 dic.      | 0-1          | Crotone-Pro Vercelli    | 2-3           | 2 mag.        |  |
| 15 dic.      | 1-0          | Latina-Varese           | 2-1           | 2 mag.        |  |
| 13 dic.      | 4-2          | Livorno-Catania         | 1-1           | 2 mag.        |  |
| 13 dic.      | 0-0          | Pescara-Avellino        | 2-3           | 3 mag.        |  |
| 13 dic.      | 0-1          | Ternana-Virtus Lanciano | 1-1           | 2 mag.        |  |
| 12 dic.      | 2-2          | Trapani-Perugia         | 0-1           | 2 mag.        |  |
| 13 dic.      | 2-1          | Virtus Entella-Vicenza  | 0-0           | 2 mag.        |  |

| andata (19ª) | andata (19ª) | 19ª giornata           | ritorno (40ª) | ritorno (40ª) |  |
|              |              |                        |               |               |  |
| 19 dic.      | 1-0          | Avellino-Bologna       | 1-1           | 9 mag.        |  |
| 20 dic.      | 1-0          | Bari-Latina            | 0-2           | 9 mag.        |  |
| 20 dic.      | 2-2          | Catania-Brescia        | 2-4           | 9 mag.        |  |
| 20 dic.      | 1-1          | Frosinone-Cittadella   | 1-1           | 9 mag.        |  |
| 20 dic.      | 2-1          | Modena-Trapani         | 0-3           | 9 mag.        |  |
| 20 dic.      | 2-2          | Perugia-Pescara        | 2-2           | 9 mag.        |  |
| 20 dic.      | 2-1          | Pro Vercelli-Ternana   | 1-0           | 9 mag.        |  |
| 20 dic.      | 1-0          | Varese-Crotone         | 0-1           | 10 mag.       |  |
| 20 dic.      | 1-0          | Vicenza-Spezia         | 0-0           | 9 mag.        |  |
| 20 dic.      | 1-1          | Virtus Entella-Livorno | 1-2           | 8 mag.        |  |
| 19 dic.      | 1-1          | Virtus Lanciano-Carpi  | 0-0           | 9 mag.        |  |

| andata (20ª) | andata (20ª) | 20ª giornata           | ritorno (41ª) | ritorno (41ª) |  |
|              |              |                        |               |               |  |
| 24 dic.      | 3-0          | Bologna-Pro Vercelli   | 1-1           | 16 mag.       |  |
| 24 dic.      | 2-1          | Brescia-Bari           | 2-3           | 16 mag.       |  |
| 24 dic.      | 4-0          | Carpi-Perugia          | 0-2           | 15 mag.       |  |
| 24 dic.      | 3-2          | Cittadella-Catania     | 3-2           | 16 mag.       |  |
| 24 dic.      | 2-0          | Crotone-Frosinone      | 1-3           | 16 mag.       |  |
| 24 dic.      | 1-1          | Latina-Virtus Entella  | 0-2           | 16 mag.       |  |
| 24 dic.      | 2-0          | Pescara-Varese         | 1-2           | 16 mag.       |  |
| 24 dic.      | 3-3          | Spezia-Virtus Lanciano | 2-0           | 16 mag.       |  |
| 24 dic.      | 1-0          | Ternana-Modena         | 2-1           | 16 mag.       |  |
| 24 dic.      | 4-1          | Trapani-Avellino       | 1-1           | 16 mag.       |  |
| 24 dic.      | 0-0          | Vicenza-Livorno        | 1-1           | 16 mag.       |  |

| andata (19ª) | andata (19ª) | 19ª giornata           | ritorno (40ª) | ritorno (40ª) |  |
|              |              |                        |               |               |  |
| 19 dic.      | 1-0          | Avellino-Bologna       | 1-1           | 9 mag.        |  |
| 20 dic.      | 1-0          | Bari-Latina            | 0-2           | 9 mag.        |  |
| 20 dic.      | 2-2          | Catania-Brescia        | 2-4           | 9 mag.        |  |
| 20 dic.      | 1-1          | Frosinone-Cittadella   | 1-1           | 9 mag.        |  |
| 20 dic.      | 2-1          | Modena-Trapani         | 0-3           | 9 mag.        |  |
| 20 dic.      | 2-2          | Perugia-Pescara        | 2-2           | 9 mag.        |  |
| 20 dic.      | 2-1          | Pro Vercelli-Ternana   | 1-0           | 9 mag.        |  |
| 20 dic.      | 1-0          | Varese-Crotone         | 0-1           | 10 mag.       |  |
| 20 dic.      | 1-0          | Vicenza-Spezia         | 0-0           | 9 mag.        |  |
| 20 dic.      | 1-1          | Virtus Entella-Livorno | 1-2           | 8 mag.        |  |
| 19 dic.      | 1-1          | Virtus Lanciano-Carpi  | 0-0           | 9 mag.        |  |

| andata (20ª) | andata (20ª) | 20ª giornata           | ritorno (41ª) | ritorno (41ª) |  |
|              |              |                        |               |               |  |
| 24 dic.      | 3-0          | Bologna-Pro Vercelli   | 1-1           | 16 mag.       |  |
| 24 dic.      | 2-1          | Brescia-Bari           | 2-3           | 16 mag.       |  |
| 24 dic.      | 4-0          | Carpi-Perugia          | 0-2           | 15 mag.       |  |
| 24 dic.      | 3-2          | Cittadella-Catania     | 3-2           | 16 mag.       |  |
| 24 dic.      | 2-0          | Crotone-Frosinone      | 1-3           | 16 mag.       |  |
| 24 dic.      | 1-1          | Latina-Virtus Entella  | 0-2           | 16 mag.       |  |
| 24 dic.      | 2-0          | Pescara-Varese         | 1-2           | 16 mag.       |  |
| 24 dic.      | 3-3          | Spezia-Virtus Lanciano | 2-0           | 16 mag.       |  |
| 24 dic.      | 1-0          | Ternana-Modena         | 2-1           | 16 mag.       |  |
| 24 dic.      | 4-1          | Trapani-Avellino       | 1-1           | 16 mag.       |  |
| 24 dic.      | 0-0          | Vicenza-Livorno        | 1-1           | 16 mag.       |  |

| \| andata (21ª) \| andata (21ª) \| 21ª giornata \| ritorno (42ª) \| ritorno (42ª) \| \| \| \| \| \| \| \| 28 dic. \| 2-0 \| Avellino-Brescia \| 2-3 \| 22 mag. \| \| 28 dic. \| 0-3 \| Bari-Spezia \| 0-1 \| 22 mag. \| \| 28 dic. \| 0-2 \| Catania-Carpi \| 0-0 \| 22 mag. \| \| 28 dic. \| 1-0 \| Frosinone-Vicenza \| 1-2 \| 22 mag. \| \| 28 dic. \| 1-2 \| Livorno-Pescara \| 0-3 \| 22 mag. \| \| 28 dic. \| 0-0 \| Modena-Latina \| 1-1 \| 22 mag. \| \| 28 dic. \| 3-1 \| Perugia-Cittadella \| 2-0 \| 22 mag. \| \| 28 dic. \| 1-0 \| Pro Vercelli-Trapani \| 1-2 \| 22 mag. \| \| 28 dic. \| 2-0 \| Varese-Ternana \| 0-2 \| 22 mag. \| \| 28 dic. \| 1-1 \| Virtus Entella-Crotone \| 0-0 \| 22 mag. \| \| 28 dic. \| 1-2 \| Virtus Lanciano-Bologna \| 0-1 \| 22 mag. \| |              |                         |               |               |
| andata (21ª) | andata (21ª) | 21ª giornata            | ritorno (42ª) | ritorno (42ª) |
| |              |                         |               |               |
| 28 dic. | 2-0          | Avellino-Brescia        | 2-3           | 22 mag.       |
| 28 dic. | 0-3          | Bari-Spezia             | 0-1           | 22 mag.       |
| 28 dic. | 0-2          | Catania-Carpi           | 0-0           | 22 mag.       |
| 28 dic. | 1-0          | Frosinone-Vicenza       | 1-2           | 22 mag.       |
| 28 dic. | 1-2          | Livorno-Pescara         | 0-3           | 22 mag.       |
| 28 dic. | 0-0          | Modena-Latina           | 1-1           | 22 mag.       |
| 28 dic. | 3-1          | Perugia-Cittadella      | 2-0           | 22 mag.       |
| 28 dic. | 1-0          | Pro Vercelli-Trapani    | 1-2           | 22 mag.       |
| 28 dic. | 2-0          | Varese-Ternana          | 0-2           | 22 mag.       |
| 28 dic. | 1-1          | Virtus Entella-Crotone  | 0-0           | 22 mag.       |
| 28 dic. | 1-2          | Virtus Lanciano-Bologna | 0-1           | 22 mag.       |

| andata (21ª) | andata (21ª) | 21ª giornata            | ritorno (42ª) | ritorno (42ª) |
|              |              |                         |               |               |
| 28 dic.      | 2-0          | Avellino-Brescia        | 2-3           | 22 mag.       |
| 28 dic.      | 0-3          | Bari-Spezia             | 0-1           | 22 mag.       |
| 28 dic.      | 0-2          | Catania-Carpi           | 0-0           | 22 mag.       |
| 28 dic.      | 1-0          | Frosinone-Vicenza       | 1-2           | 22 mag.       |
| 28 dic.      | 1-2          | Livorno-Pescara         | 0-3           | 22 mag.       |
| 28 dic.      | 0-0          | Modena-Latina           | 1-1           | 22 mag.       |
| 28 dic.      | 3-1          | Perugia-Cittadella      | 2-0           | 22 mag.       |
| 28 dic.      | 1-0          | Pro Vercelli-Trapani    | 1-2           | 22 mag.       |
| 28 dic.      | 2-0          | Varese-Ternana          | 0-2           | 22 mag.       |
| 28 dic.      | 1-1          | Virtus Entella-Crotone  | 0-0           | 22 mag.       |
| 28 dic.      | 1-2          | Virtus Lanciano-Bologna | 0-1           | 22 mag.       |

## Spareggi

### Play-off

Logo dei Play-Off 2015.

Il terzo e ultimo posto utile alla promozione in Serie A è assegnato tramite play-off a sei – strutturati attraverso un turno preliminare, semifinali e finale –, a cui accedono le formazioni classificate dalla terza all'ottava posizione della graduatoria: la quinta affronta l'ottava e la vincitrice gioca poi con la quarta; la sesta incontra la settima e la vincitrice sfida la terza. Le due vincenti disputano infine la finale per la promozione. Gli incontri di finale e semifinali – questa fase è denominata Play-off Compass per ragioni di sponsorizzazione – si svolgono con gare di andata e ritorno, mentre i turni preliminari prevedono una partita unica sul campo della meglio piazzata nella stagione regolare.

#### Turno preliminare
|         | Risultati |          | Luogo e data              |
| ------- | --------- | -------- | ------------------------- |
| Perugia | 1-2       | Pescara  | Perugia, 26 maggio 2015   |
| Spezia  | 1-2 (dts) | Avellino | La Spezia, 26 maggio 2015 |
|         |           |          |                           |

#### Tabellone (dalle semifinali)
|  | Semifinali | Semifinali | Semifinali | Semifinali | Semifinali |  |  | Finale | Finale  | Finale | Finale | Finale |  |
|  |            |            |            |            |            |  |  |        |         |        |        |        |  |
|  | 7          | Pescara    | 1          | 2          | 3          |  |  |        |         |        |        |        |  |
|  | 3          | Vicenza    | 0          | 2          | 2          |  |  | 7      | Pescara | 0      | 1      | 1      |  |
|  | 8          | Avellino   | 0          | 3          | 3          |  |  | 4      | Bologna | 0      | 1      | 1      |  |
|  | 4          | Bologna    | 1          | 2          | 3          |  |  |        |         |        |        |        |  |

#### Semifinali
|          | Risultati |          | Luogo e data             |
| -------- | --------- | -------- | ------------------------ |
| Pescara  | 1-0       | Vicenza  | Pescara, 29 maggio 2015  |
| Vicenza  | 2-2       | Pescara  | Vicenza, 2 giugno 2015   |
|          |           |          |                          |
| Avellino | 0-1       | Bologna  | Avellino, 29 maggio 2015 |
| Bologna  | 2-3       | Avellino | Bologna, 2 giugno 2015   |
|          |           |          |                          |

#### Finali
|         | Risultati |         | Luogo e data           |
| ------- | --------- | ------- | ---------------------- |
| Pescara | 0-0       | Bologna | Pescara, 5 giugno 2015 |
| Bologna | 1-1       | Pescara | Bologna, 9 giugno 2015 |
|         |           |         |                        |

### Play-out

Logo dei Play-Out 2015.

Il play-out per la retrocessione in Lega Pro, disputato tra le squadre piazzatesi quintultima e quartultima nella stagione regolare, assunse in questa stagione la denominazione ufficiale di Playout Compass, per ragioni di sponsorizzazione. Le sentenze estive del calcioscommesse ne annullarono poi di fatto gli esiti.
|                | Risultati |                | Luogo e data             |
| -------------- | --------- | -------------- | ------------------------ |
| Virtus Entella | 2-2       | Modena         | Chiavari, 30 maggio 2015 |
| Modena         | 1-1       | Virtus Entella | Modena, 6 giugno 2015    |
|                |           |                |                          |

## Statistiche

### Squadre

#### Capoliste solitarie
|    | ——      | ——      | ——      | ——      | ——      | ——      | —— | ——  | ——  | ——  | ——  | ——  | ——    | ——    | ——    | ——    | ——    | ——    | ——    | ——    | ——    | ——    | ——    | ——    | ——    | ——    | ——    | ——    | ——    | ——    | ——    | ——    | ——    | ——    | ——    | ——    | ——    | ——    | ——    | ——    | ——    | —— |  |
|    | Perugia | Perugia | Perugia | Perugia | Perugia | Perugia |    | Fro |     |     | Car |     | Carpi | Carpi | Carpi | Carpi | Carpi | Carpi | Carpi | Carpi | Carpi | Carpi | Carpi | Carpi | Carpi | Carpi | Carpi | Carpi | Carpi | Carpi | Carpi | Carpi | Carpi | Carpi | Carpi | Carpi | Carpi | Carpi | Carpi | Carpi | Carpi |    |  |
|    |         |         |         |         |         |         |    |     |     |     |     |     |       |       |       |       |       |       |       |       |       |       |       |       |       |       |       |       |       |       |       |       |       |       |       |       |       |       |       |       |       |    |  |
|    |         |         |         |         |         |         |    |     |     |     |     |     |       |       |       |       |       |       |       |       |       |       |       |       |       |       |       |       |       |       |       |       |       |       |       |       |       |       |       |       |       |    |  |
| 1ª | 2ª      | 3ª      | 4ª      | 5ª      | 6ª      | 7ª      | 8ª | 9ª  | 10ª | 11ª | 12ª | 13ª | 14ª   | 15ª   | 16ª   | 17ª   | 18ª   | 19ª   | 20ª   | 21ª   | 22ª   | 23ª   | 24ª   | 25ª   | 26ª   | 27ª   | 28ª   | 29ª   | 30ª   | 31ª   | 32ª   | 33ª   | 34ª   | 35ª   | 36ª   | 37ª   | 38ª   | 39ª   | 40ª   | 41ª   | 42ª   |    |  |

#### Classifica in divenire
|            | 1ª | 2ª | 3ª | 4ª | 5ª | 6ª | 7ª | 8ª | 9ª | 10ª | 11ª | 12ª | 13ª | 14ª | 15ª | 16ª | 17ª | 18ª | 19ª | 20ª | 21ª | 22ª | 23ª | 24ª | 25ª | 26ª | 27ª | 28ª | 29ª | 30ª | 31ª | 32ª | 33ª | 34ª | 35ª | 36ª | 37ª | 38ª | 39ª | 40ª | 41ª | 42ª |
|            |    |    |    |    |    |    |    |    |    |     |     |     |     |     |     |     |     |     |     |     |     |     |     |     |     |     |     |     |     |     |     |     |     |     |     |     |     |     |     |     |     |     |
| ---------- | -- | -- | -- | -- | -- | -- | -- | -- | -- | --- | --- | --- | --- | --- | --- | --- | --- | --- | --- | --- | --- | --- | --- | --- | --- | --- | --- | --- | --- | --- | --- | --- | --- | --- | --- | --- | --- | --- | --- | --- | --- | --- |
| Avellino   | 3  | 3  | 4  | 7  | 8  | 11 | 12 | 15 | 15 | 16  | 17  | 20  | 23  | 23  | 24  | 25  | 25  | 26  | 29  | 29  | 32  | 33  | 33  | 36  | 39  | 42  | 45  | 46  | 46  | 49  | 49  | 49  | 49  | 52  | 52  | 53  | 54  | 54  | 57  | 58  | 59  | 59  |
| Bari       | 3  | 3  | 4  | 7  | 7  | 8  | 9  | 12 | 15 | 15  | 16  | 16  | 16  | 16  | 19  | 19  | 19  | 22  | 25  | 25  | 25  | 26  | 27  | 30  | 30  | 30  | 33  | 36  | 37  | 37  | 40  | 41  | 44  | 44  | 45  | 46  | 47  | 48  | 51  | 51  | 54  | 54  |
| Bologna    | 0  | 1  | 4  | 4  | 7  | 10 | 11 | 14 | 17 | 18  | 21  | 21  | 22  | 22  | 23  | 26  | 27  | 28  | 28  | 31  | 34  | 37  | 40  | 41  | 44  | 45  | 48  | 48  | 49  | 52  | 53  | 54  | 57  | 57  | 58  | 59  | 60  | 63  | 63  | 64  | 65  | 68  |
| Brescia    | 0  | 0  | 3  | 4  | 5  | 5  | 6  | 7  | 10 | 11  | 14  | 14  | 14  | 17  | 18  | 19  | 19  | 19  | 20  | 23  | 23  | 26  | 26  | 29  | 29  | 29  | 29  | 32  | 32  | 33  | 27  | 27  | 28  | 31  | 32  | 32  | 33  | 36  | 36  | 39  | 39  | 42  |
| Carpi      | 1  | 4  | 5  | 6  | 9  | 9  | 12 | 12 | 15 | 18  | 21  | 24  | 25  | 28  | 29  | 30  | 33  | 36  | 37  | 40  | 43  | 43  | 46  | 49  | 50  | 51  | 52  | 53  | 56  | 59  | 59  | 62  | 65  | 68  | 71  | 74  | 74  | 75  | 78  | 79  | 79  | 80  |
| Catania    | 1  | 1  | 1  | 2  | 3  | 6  | 6  | 6  | 6  | 9   | 12  | 12  | 15  | 16  | 19  | 19  | 20  | 20  | 21  | 21  | 21  | 21  | 24  | 27  | 28  | 29  | 29  | 29  | 30  | 31  | 32  | 32  | 35  | 38  | 41  | 44  | 47  | 47  | 48  | 48  | 48  | 49  |
| Cittadella | 1  | 4  | 4  | 7  | 7  | 7  | 7  | 8  | 8  | 9   | 10  | 11  | 12  | 12  | 13  | 14  | 15  | 15  | 16  | 19  | 19  | 20  | 23  | 26  | 27  | 30  | 30  | 31  | 34  | 34  | 35  | 38  | 39  | 39  | 39  | 39  | 40  | 40  | 40  | 41  | 44  | 44  |
| Crotone    | 0  | 0  | 1  | 4  | 5  | 6  | 6  | 6  | 6  | 7   | 7   | 10  | 10  | 13  | 14  | 14  | 17  | 17  | 17  | 20  | 21  | 21  | 24  | 24  | 24  | 25  | 25  | 28  | 28  | 31  | 32  | 35  | 36  | 39  | 40  | 41  | 41  | 44  | 44  | 47  | 47  | 48  |
| Frosinone  | 3  | 3  | 4  | 7  | 8  | 9  | 12 | 15 | 18 | 18  | 19  | 22  | 25  | 25  | 28  | 29  | 29  | 30  | 31  | 31  | 34  | 34  | 35  | 35  | 38  | 38  | 41  | 44  | 47  | 47  | 48  | 51  | 54  | 54  | 57  | 58  | 61  | 64  | 67  | 68  | 71  | 71  |
| Latina     | 1  | 4  | 5  | 5  | 6  | 7  | 7  | 7  | 7  | 8   | 9   | 9   | 10  | 13  | 13  | 14  | 15  | 18  | 18  | 19  | 20  | 21  | 21  | 24  | 24  | 27  | 30  | 33  | 34  | 34  | 37  | 37  | 37  | 40  | 41  | 41  | 42  | 43  | 46  | 49  | 49  | 50  |
| Livorno    | 1  | 4  | 5  | 5  | 8  | 8  | 11 | 14 | 17 | 17  | 18  | 21  | 21  | 24  | 24  | 25  | 26  | 29  | 30  | 31  | 31  | 34  | 37  | 37  | 40  | 43  | 43  | 43  | 44  | 47  | 47  | 47  | 47  | 50  | 51  | 52  | 53  | 54  | 55  | 58  | 59  | 59  |
| Modena     | 1  | 1  | 4  | 5  | 6  | 9  | 10 | 11 | 11 | 12  | 15  | 15  | 15  | 16  | 19  | 22  | 23  | 23  | 26  | 26  | 27  | 28  | 29  | 30  | 31  | 31  | 31  | 31  | 34  | 37  | 38  | 38  | 39  | 39  | 42  | 42  | 45  | 46  | 46  | 46  | 46  | 47  |
| Perugia    | 3  | 6  | 9  | 10 | 11 | 14 | 14 | 14 | 15 | 16  | 17  | 17  | 20  | 21  | 22  | 23  | 24  | 25  | 26  | 26  | 29  | 29  | 30  | 30  | 30  | 33  | 36  | 39  | 39  | 40  | 43  | 46  | 47  | 50  | 53  | 54  | 55  | 56  | 59  | 60  | 63  | 66  |
| Pescara    | 1  | 2  | 2  | 2  | 3  | 3  | 6  | 9  | 9  | 9   | 10  | 10  | 13  | 16  | 16  | 17  | 20  | 21  | 22  | 25  | 28  | 31  | 31  | 32  | 33  | 33  | 36  | 39  | 42  | 43  | 46  | 47  | 48  | 48  | 48  | 51  | 54  | 57  | 57  | 58  | 58  | 61  |
| P.Vercelli | 0  | 3  | 3  | 6  | 9  | 10 | 10 | 13 | 13 | 14  | 14  | 17  | 17  | 17  | 20  | 21  | 21  | 24  | 27  | 27  | 30  | 31  | 31  | 32  | 33  | 33  | 33  | 34  | 34  | 35  | 35  | 38  | 38  | 39  | 40  | 41  | 42  | 42  | 45  | 48  | 49  | 49  |
| Spezia     | 0  | 3  | 4  | 7  | 7  | 7  | 10 | 10 | 13 | 16  | 17  | 20  | 23  | 24  | 25  | 25  | 26  | 29  | 29  | 30  | 33  | 34  | 35  | 35  | 35  | 36  | 39  | 39  | 42  | 43  | 46  | 49  | 50  | 50  | 50  | 51  | 54  | 57  | 60  | 61  | 64  | 67  |
| Ternana    | 3  | 4  | 7  | 8  | 8  | 9  | 10 | 10 | 10 | 10  | 10  | 11  | 14  | 15  | 16  | 19  | 22  | 22  | 22  | 25  | 25  | 28  | 31  | 31  | 34  | 35  | 35  | 36  | 36  | 36  | 36  | 36  | 37  | 40  | 43  | 44  | 44  | 44  | 45  | 45  | 48  | 51  |
| Trapani    | 1  | 4  | 7  | 8  | 9  | 9  | 12 | 12 | 15 | 18  | 18  | 21  | 21  | 22  | 22  | 25  | 26  | 27  | 27  | 30  | 30  | 30  | 30  | 30  | 31  | 32  | 33  | 33  | 34  | 34  | 37  | 38  | 39  | 42  | 42  | 43  | 43  | 46  | 46  | 49  | 50  | 53  |
| Varese     | 2  | 2  | 3  | 3  | 3  | 6  | 7  | 8  | 8  | 11  | 12  | 15  | 15  | 16  | 17  | 17  | 16  | 16  | 19  | 19  | 22  | 23  | 23  | 26  | 27  | 27  | 28  | 28  | 28  | 28  | 27  | 27  | 28  | 28  | 28  | 29  | 29  | 32  | 32  | 32  | 35  | 35  |
| Vicenza    | 1  | 1  | 1  | 2  | 5  | 6  | 7  | 7  | 10 | 10  | 10  | 10  | 13  | 16  | 17  | 20  | 23  | 23  | 26  | 27  | 27  | 28  | 31  | 34  | 37  | 40  | 43  | 46  | 47  | 48  | 49  | 52  | 52  | 53  | 56  | 59  | 62  | 62  | 63  | 64  | 65  | 68  |
| V.Entella  | 0  | 1  | 1  | 1  | 2  | 5  | 5  | 8  | 11 | 14  | 14  | 15  | 15  | 16  | 16  | 17  | 18  | 21  | 22  | 23  | 24  | 25  | 25  | 25  | 28  | 29  | 30  | 30  | 33  | 36  | 37  | 40  | 40  | 40  | 40  | 41  | 42  | 42  | 43  | 43  | 46  | 47  |
| V.Lanciano | 1  | 4  | 5  | 5  | 6  | 7  | 10 | 13 | 14 | 15  | 18  | 19  | 22  | 22  | 23  | 24  | 25  | 28  | 29  | 30  | 30  | 33  | 34  | 34  | 34  | 37  | 37  | 38  | 39  | 40  | 43  | 43  | 46  | 46  | 47  | 48  | 48  | 48  | 49  | 50  | 50  | 50  |

Note:
- Vicenza-Latina della 1ª giornata è stata effettivamente giocata tra la 2ª e 3ª giornata, pertanto la tabella potrebbe rispecchiare solo in parte il reale andamento delle squadre in quel periodo di tempo.
- Virtus Entella-Ternana dell'8ª giornata è stata effettivamente giocata tra la 12ª e 13ª giornata, pertanto la tabella potrebbe rispecchiare solo in parte il reale andamento delle squadre in quel periodo di tempo.
- Virtus Entella-Modena della 14ª giornata è stata effettivamente giocata tra la 18ª e 19ª giornata, pertanto la tabella potrebbe rispecchiare solo in parte il reale andamento delle squadre in quel periodo di tempo.
- Modena-Catania della 25ª giornata è stata effettivamente giocata tra la 30ª e 31ª giornata, pertanto la tabella potrebbe rispecchiare solo in parte il reale andamento delle squadre in quel periodo di tempo.
- Frosinone-Latina della 33ª giornata è stata effettivamente giocata tra la 35ª e la 36ª giornata, pertanto la tabella potrebbe rispecchiare solo in parte il reale andamento delle squadre in quel periodo di tempo.

#### Classifiche di rendimento

##### Rendimento andata-ritorno
| Andata          | Andata | Ritorno         | Ritorno |
|                 |        |                 |         |
| Carpi           | 43     | Vicenza         | 41      |
| Frosinone       | 34     | Carpi           | 37      |
| Bologna         | 34     | Frosinone       | 37      |
| Spezia          | 33     | Perugia         | 37      |
| Avellino        | 32     | Spezia          | 34      |
| Livorno         | 31     | Bologna         | 34      |
| Trapani         | 30     | Pescara         | 33      |
| Virtus Lanciano | 30     | Latina          | 30      |
| Pro Vercelli    | 30     | Bari            | 29      |
| Perugia         | 29     | Catania         | 28      |
| Pescara         | 28     | Livorno         | 28      |
| Modena          | 27     | Avellino        | 27      |
| Vicenza         | 27     | Crotone         | 27      |
| Varese          | 25     | Ternana         | 26      |
| Ternana         | 25     | Cittadella      | 25      |
| Bari            | 25     | Brescia         | 25      |
| Virtus Entella  | 24     | Trapani         | 23      |
| Brescia         | 23     | Virtus Entella  | 23      |
| Catania         | 21     | Modena          | 20      |
| Crotone         | 21     | Virtus Lanciano | 20      |
| Latina          | 20     | Pro Vercelli    | 19      |
| Cittadella      | 19     | Varese          | 14      |

##### Rendimento casa-trasferta
| Casa            | Casa | Trasferta       | Trasferta |
|                 |      |                 |           |
| Frosinone       | 48   | Carpi           | 37        |
| Trapani         | 44   | Bologna         | 32        |
| Carpi           | 43   | Pescara         | 29        |
| Perugia         | 42   | Vicenza         | 28        |
| Spezia          | 40   | Ternana         | 28        |
| Vicenza         | 40   | Spezia          | 27        |
| Livorno         | 39   | Perugia         | 24        |
| Avellino        | 39   | Frosinone       | 23        |
| Catania         | 37   | Cittadella      | 22        |
| Pro Vercelli    | 37   | Livorno         | 20        |
| Bologna         | 36   | Avellino        | 20        |
| Bari            | 36   | Latina          | 19        |
| Crotone         | 36   | Virtus Lanciano | 18        |
| Pescara         | 32   | Bari            | 18        |
| Virtus Lanciano | 32   | Modena          | 17        |
| Brescia         | 31   | Brescia         | 17        |
| Latina          | 31   | Virtus Entella  | 16        |
| Virtus Entella  | 31   | Crotone         | 12        |
| Modena          | 30   | Catania         | 12        |
| Varese          | 27   | Varese          | 12        |
| Ternana         | 23   | Pro Vercelli    | 12        |
| Cittadella      | 22   | Trapani         | 9         |

#### Primati stagionali
- Maggior numero di vittorie: Carpi (22)
- Minor numero di vittorie: Cittadella e Varese (9)
- Maggior numero di pareggi: Virtus Lanciano (20)
- Minor numero di pareggi: Frosinone (11)
- Maggior numero di sconfitte: Varese (21)
- Minor numero di sconfitte: Carpi (6)
- Maggior numero di vittorie consecutive: Vicenza (6)
- Maggior numero di pareggi consecutivi: Perugia (6)
- Maggior numero di sconfitte consecutive: Varese (5)
- Maggior numero di risultati utili consecutivi: Carpi e Perugia (13)
- Miglior attacco del torneo: Pescara (69)
- Peggior attacco del torneo: Ternana (36)
- Miglior difesa del torneo: Carpi (28)
- Peggior difesa del torneo: Trapani e Varese (67)
- Miglior differenza reti del torneo: Carpi (+31)
- Peggior differenza reti del torneo: Varese (-27)

Partite
- Partita con più reti: Varese-Trapani 5-2, Carpi-Cittadella 5-2, Livorno-Bari 5-2, Virtus Entella-Pescara 2-5 e Spezia-Pro Vercelli 5-2 (7)
- Partita con maggiore scarto di gol: Livorno-Trapani 6-0 (6)
- Partita con più espulsi: Avellino-Virtus Lanciano (10ª giornata), Modena-Pescara (15ª giornata), Cittadella-Catania (20ª giornata) e Frosinone-Vicenza (21ª giornata) (4)
- Giornata con maggior numero di gol: 20ª giornata (33)
- Giornata con minor numero di gol: 36ª giornata (14)

### Individuali

#### Classifica marcatori
| Gol | Rigori |  | Giocatore           | Squadra                   |
| --- | ------ |  | ------------------- | ------------------------- |
| 19  | 3      |  | Andrea Cocco        | Vicenza                   |
| 19  | 7      |  | Andrea Catellani    | Spezia                    |
| 19  | 7      |  | Pablo Granoche      | Modena                    |
| 18  | 7      |  | Riccardo Maniero    | Catania (6) Pescara (12)  |
| 18  | 7      |  | Emanuele Calaiò     | Catania                   |
| 17  | 5      |  | Ettore Marchi       | Pro Vercelli              |
| 17  | 6      |  | Camillo Ciano       | Crotone                   |
| 16  | 6      |  | Luigi Castaldo      | Avellino                  |
| 15  | 3      |  | Daniele Vantaggiato | Livorno                   |
| 15  | 4      |  | Jerry Mbakogu       | Carpi                     |
| 14  |        |  | Federico Melchiorri | Pescara                   |
| 14  | 2      |  | Federico Dionisi    | Frosinone                 |
| 14  | 4      |  | Diego Falcinelli    | Perugia                   |
| 14  | 6      |  | Andrea Caracciolo   | Brescia                   |
| 13  |        |  | Davis Curiale       | Trapani (4) Frosinone (9) |
| 13  | 2      |  | Daniel Ciofani      | Frosinone                 |